# Sommets des Alpes de plus de 4 000 mètres d'altitude
Vous lisez un « article de qualité » labellisé en 2010.

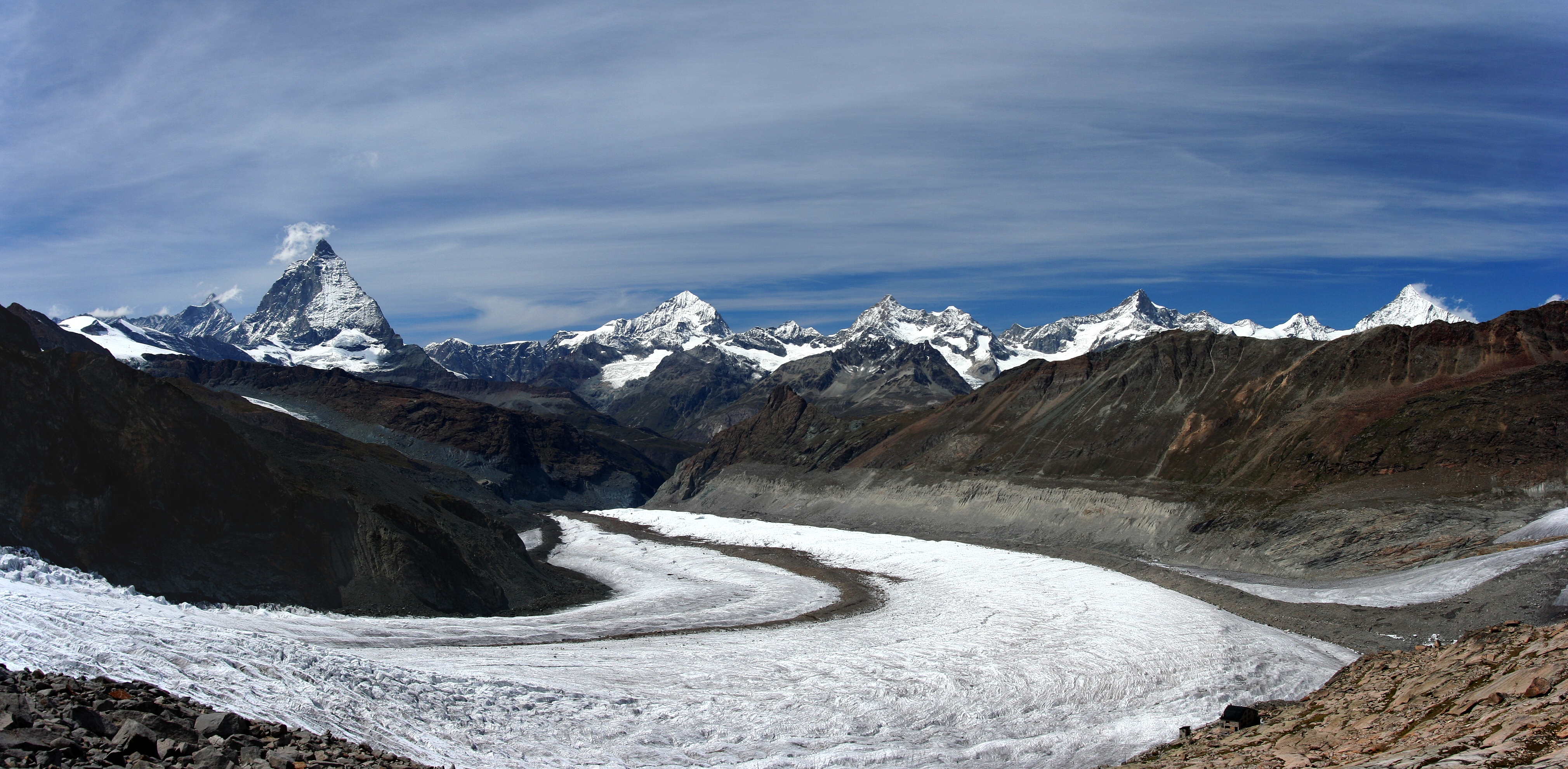
De gauche à droite, la dent d'Hérens (4173 m), le Cervin (4478 m), la dent Blanche (4358 m), l'Obergabelhorn (4064 m) avec la Wellenkuppe (3900 m), le Zinalrothorn (4222 m) et le Weisshorn (4506 m).

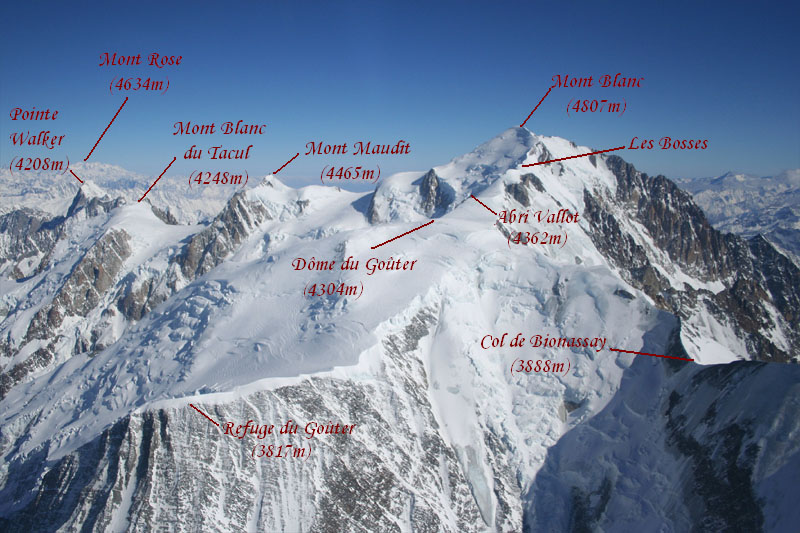
Quelques 4000 m des Alpes : le mont Blanc, le dôme du Goûter, les Bosses, le mont Maudit, le mont Blanc du Tacul, la pointe Walker des Grandes Jorasses et au fond le mont Rose.

Il existe plusieurs dizaines de sommets des Alpes de plus de 4 000 mètres d'altitude. Ceux-ci se trouvent en Suisse, en Italie et en France, essentiellement dans les Alpes pennines, le massif du Mont-Blanc et les Alpes bernoises, mais aussi le massif des Écrins, le massif du Grand-Paradis et la chaîne de la Bernina.
Dès la fin du XIXe siècle est apparue, chez les alpinistes, l'ambition de gravir les sommets dépassant cette altitude symbolique. Le premier à revendiquer les avoir tous gravis est, au début du XXe siècle, l'Autrichien Karl Blodig, sur la base d'une liste d'une soixantaine de sommets. Compte tenu de la structure souvent complexe des montagnes, une liste close doit distinguer les « vrais » sommets des sommets secondaires, antécimes, épaules, bosses, pointes et gendarmes divers, qui dépassent l'altitude fatidique. Plusieurs listes ont coexisté jusqu'au début des années 1990, où est également apparue l'idée d'enchaîner, de façon continue et en un temps limité l'ensemble des plus de 4 000.
En 1994, l'Union internationale des associations d'alpinisme (UIAA), en prenant en compte à la fois des critères topographiques, morphologiques et « alpinistiques », a défini une liste « officielle » de 82 sommets de plus de 4 000 m. D'autres listes existent, avec des critères plus ou moins stricts, comptabilisant de 50 à 89 sommets principaux, ainsi que des listes de sommets secondaires, avec lesquels on arrive en tout à une liste de près de 200 sommets.

## Historique de la liste des4 000

### Liste de Blodig

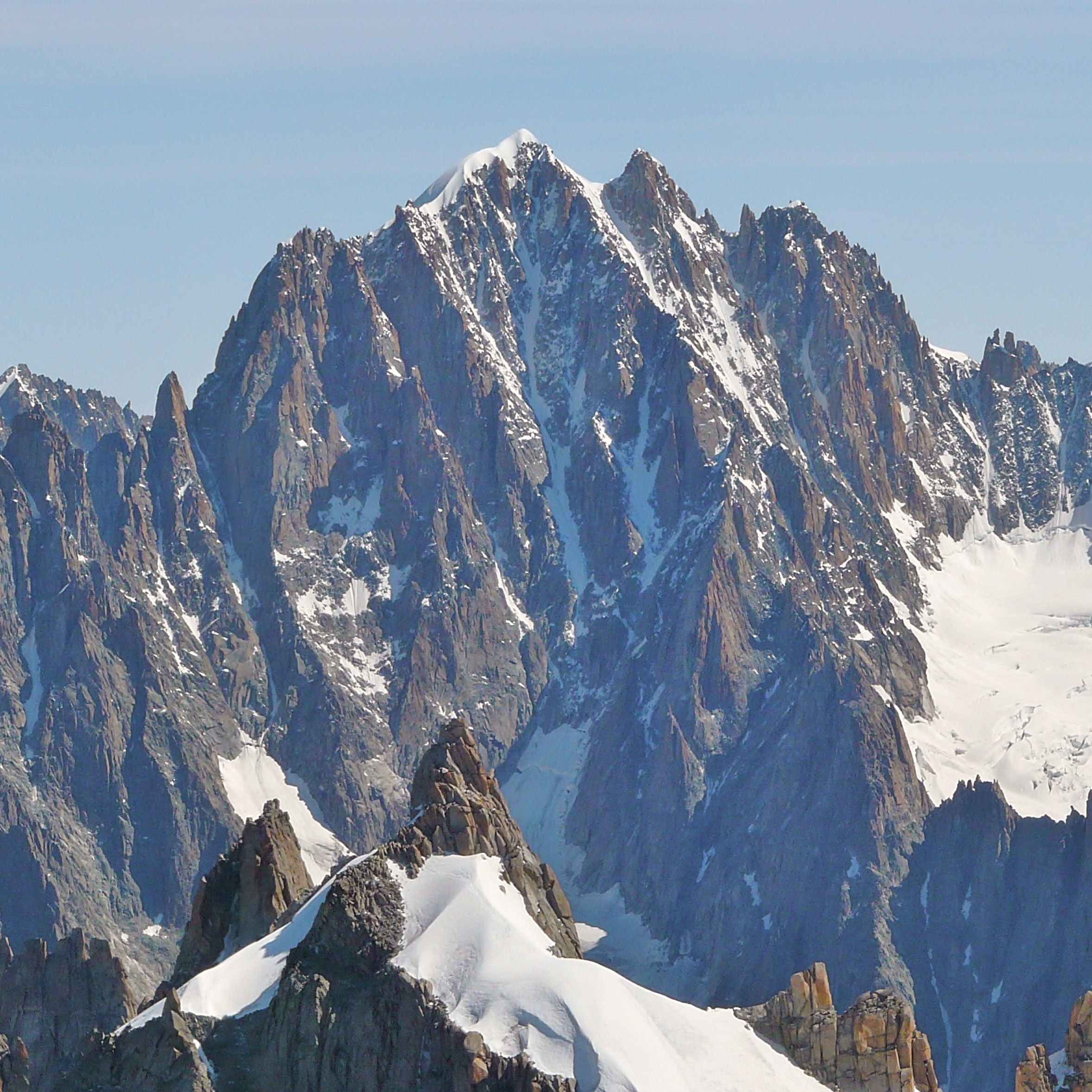
L'aiguille Verte avec, à droite, la Grande Rocheuse et l'aiguille du Jardin (avec juste à sa gauche, la pointe Eveline).

Au début du XXe siècle tous les grands sommets des Alpes ont été gravis, ainsi que la quasi-totalité des sommets secondaires. C'est à cette époque qu'apparaît l'idée de gravir tous les 4 000 des Alpes. Les principaux candidats à la première collection complète sont les Autrichiens Karl Blodig et Ernst Pühn et le Bavarois Hans Pfann. Geoffrey Winthrop Young en dénombre alors 65 (mais deux nouveaux sommets sont ajoutés en 1908, la pointe Marguerite des Grandes Jorasses et la pointe Louis Amédée sur l'arête du Brouillard au mont Blanc. Le premier à compléter cette liste de 67 sommets est l'oculiste autrichien Karl Blodig (1859-1956), en 1911 (il avait notamment fait la première du mont Brouillard en 1906). Mais dès 1913, il constate que la réédition du guide du Mont-Blanc compte deux nouveaux 4 000 : la Grande Rocheuse (4 102 m) et l'aiguille du Jardin (4 035 m, gravie pour la première fois en 1904) qui sont en fait des satellites de l'aiguille Verte (4 122 m) ; du fait de la guerre 1914-1918, puis de problèmes de santé, il ne put se lancer dans leur ascension avant 1932. Entre-temps, il publie le récit de ses ascensions en 1923 dans Die Viertausender der Alpen (Les quatre mille des Alpes) qui, réédité et traduit à de nombreuses reprises, est un des classiques de la littérature alpestre.
C'est cette même année que l'Anglais Eustace Thomas (1869-1960) commença l'alpinisme, à l'âge de 54 ans, et sur la suggestion du guide Joseph Knubel, avec lequel il fit la plupart de ses ascensions, se lança dans l'enchaînement des 4 000 m. Grand marcheur, il avait battu en 1920 le record du Bob Graham Round (un parcours de 66 miles et 25 000 pieds de dénivelée dans les fells du Lake District), et en 1924, il fut le premier à enchaîner en 24 heures tous les 4 000 pieds d'Écosse (avec une liaison en voiture entre Fort William et les Cairngorms). Il compléta sa propre liste de 70 sommets en 1928, basée sur celle de John Percy Farrar. Il revint en 1932, après une tentative en 1930, pour faire la difficile traversée des aiguilles du Diable, dont c'était la troisième, la première datant de 1928. Ces aiguilles dépassant 4 000 m avaient été gravies indépendamment de 1923 à 1926 : le Français Jean Chaubert, qui avait participé à la première de trois de ces aiguilles (dont une porte son nom), proposait lui une liste de 88 sommets.
En 1932 également, et à 73 ans, Karl Blodig put enfin se lancer dans l'ascension des deux sommets qui manquaient à sa liste. Faute de compagnon, et jugeant le versant de Talèfre trop crevassé pour un solitaire, il gravit seul le 26 juillet 1932 le versant nord du col Armand Charlet entre les deux aiguilles (une pente de glace de 400 m à 50-55°, aujourd'hui cotée TD et dont la première avait été faite la semaine précédente), atteignit la Grande Rocheuse, puis bivouaqua au col. Le lendemain, il gravit l'aiguille du Jardin et redescendit par le même chemin. L'alpiniste français Jacques Lagarde en dit : « c'est la preuve que l'on peut accomplir de très grands exploits pour des motifs bien vains ». Pour le guide chamoniard Armand Charlet, en 1949 : « Il existe, en effet, une catégorie d’alpinistes pour qui une montagne n’est digne d’être visitée que si elle atteint ou dépasse l’altitude fatidique de 4 000 m. »
L'alpiniste Michel Vaucher écrit à propos de l'Allalinhorn (4 027 m) : « l'altitude 4 000 m est dépassée, de peu il est vrai, mais suffisamment pour que ce sommet jouisse d'une bonne considération. Pour quelques alpinistes, la véritable montagne n'existe qu'à partir d'une certaine hauteur, et ils se livrent à la chasse systématique de ces hauts sommets. Ce nombre est auréolé de prestige et je me souviens de mon premier « 4000 », qui était la dent du Géant (4 013 m). Pour huit mètres seulement, j'avais eu l'impression de recevoir une sorte de consécration, d'être enfin un véritable alpiniste. L'homme aime bien les chiffres, qui mettent en valeur ses performances, ou qui les rassurent. Et pourtant, que veulent dire ces mètres ? Si le mètre-étalon déposé à Sèvres, avait été un peu plus long ou un peu plus court, que serait-il advenu de nos 4 000 mètres ? Et s'il y avait eu une centaine de sommets de 8 000 mètres, à la place des treize grands sommets reconnus actuellement, l'épopée himalayenne n'aurait pas eu une telle intensité. Dans les Alpes pennines, quarante-deux sommets dépassent 4 000 mètres, alors qu'il y en a une vingtaine dans le massif du Mont-Blanc et quatre-vingt-huit en tout en Europe. » Par rapport à la liste UIAA de 1994, sa liste de 42 sommets du Valais ajoute l'aiguille du Croissant au Grand Combin et le Balmenhorn, et retire le Breithornzwillinge.
Dans les pays de langue allemande, c'est la liste de Blodig, comptant initialement 69 sommets mais ramenée à 61 dans les éditions ultérieures, qui a fait plus ou moins référence jusqu'en 1994. Elle comprenait la plupart des sommets secondaires du mont Rose, mais pas ceux du mont Blanc, du Breithorn, du Grand Combin ou des Grandes Jorasses. Elle a notamment été reprise quasiment à l'identique par l'alpiniste et écrivain allemand Richard Goedeke, dans la première édition de son 4000er, Die Normalwege auf alle Viertausender der Alpen, en substituant juste la pointe Baretti à la pointe Giordani.
Aucune de ces listes n'était fondée sur des critères explicites pour distinguer les vrais sommets des sommets secondaires.

### Liste UIAA

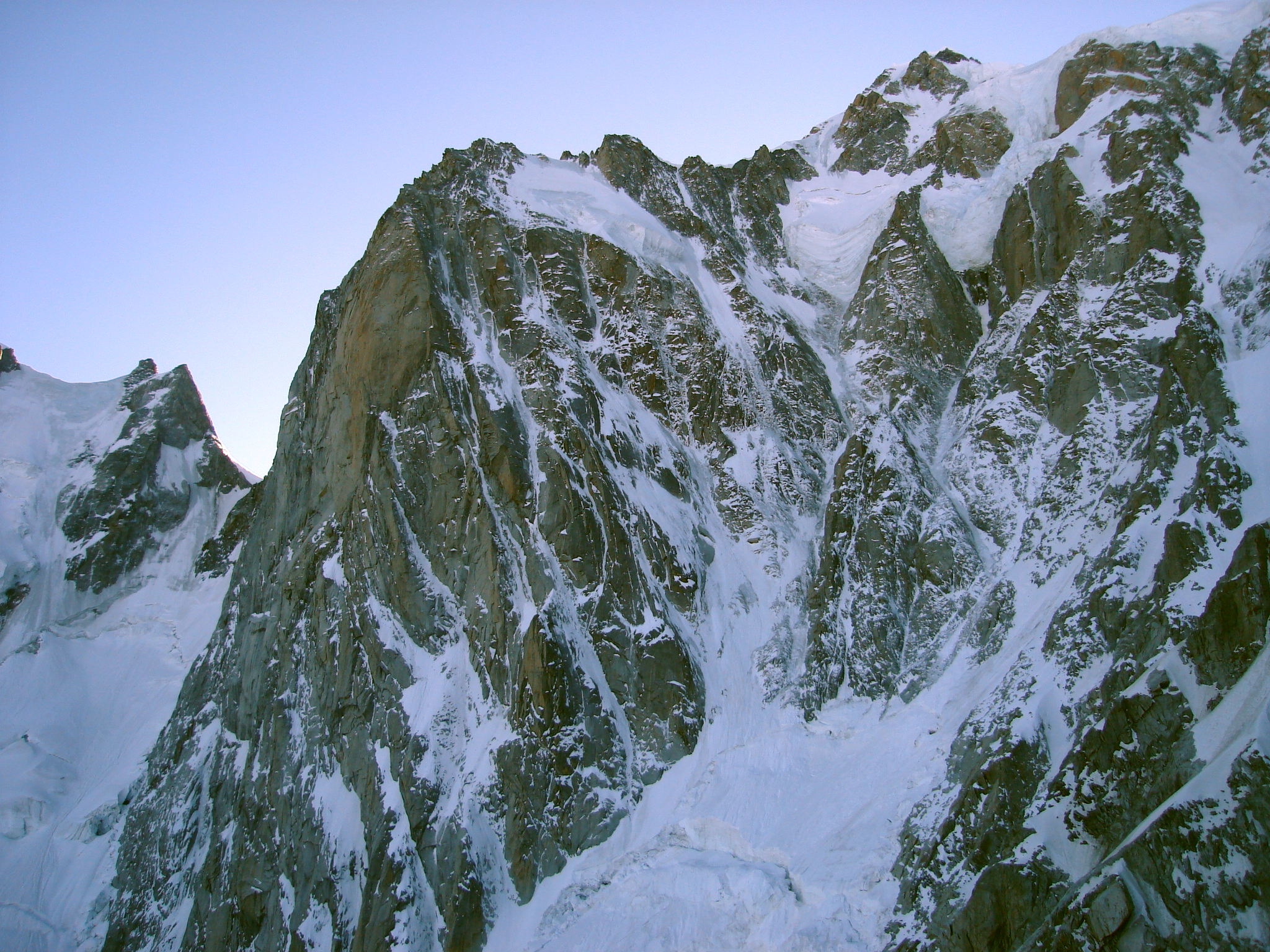
De gauche à droite : Les trois sommets de l'aiguille Blanche de Peuterey, le col de Peuterey, le Grand Pilier d'Angle et le mont Blanc de Courmayeur. Sous ce dernier, au-dessus de la Poire, on distingue l'aiguille de la Belle Étoile (environ 4354 m).

En 1994, l'Union internationale des associations d'alpinisme (UIAA) désireuse d'établir une liste officielle, a créé un groupe de travail pour étudier la question. Il était constitué des trois auteurs de topo-guides dans les pays où se trouvent les 4 000 : Gino Buscaini pour le Club alpin italien (assisté des initiateurs du projet, Roberto Aruga, Franco Bianco et Luciano Ratto), François Labande pour le Club alpin français, et Maurice Brandt pour le Club alpin suisse. La liste étant avant tout destinée aux alpinistes, il a été décidé d'ajouter des critères subjectifs au critère topographique. Les critères sont :
- topographique : le sommet doit avoir une proéminence (différence d'altitude entre le sommet et le plus haut col le séparant d'un sommet plus élevé) d'au moins 30 mètres. Ces 30 mètres ont été obtenus en faisant la moyenne pour les sommets tangents, et aussi parce qu'ils représentent une longueur de corde de l'alpinisme classique. La distance horizontale entre le sommet et le 4 000 m voisin (isolation topographique) peut aussi être prise en compte. La notion de proéminence avait été introduite par Goedeke dans son ouvrage de 1990, sans toutefois être utilisée comme critère ;
- morphologique : prise en compte de la structure et de l'aspect du sommet, notamment pour les antécimes et épaules ;
- alpinistique : défini par les voies (quantité et qualité), la fréquentation, etc.

Après avoir recensé l'ensemble des sommets dépassant les 4 000 m, ayant un nom ou pas, tous ceux satisfaisant au critère topographique ont été inscrits dans la liste, à l'exception de quelques antécimes ou gendarmes de sommets bien individualisés et présentant un intérêt alpin limité. C'est le cas du Grand Gendarme du Weisshorn (70 mètres de proéminence) ou du Nez du Liskamm (40 mètres de proéminence). Les autres sommets sont étudiés un par un avec les deux autres critères. Ainsi, les cinq pointes des Grandes Jorasses ont été retenues (la pointe Croz avec une proéminence de 20 mètres, la pointe Marguerite avec 30 mètres et la pointe Hélène avec 20 mètres), ainsi que les cinq aiguilles du Diable (seulement 17 mètres pour la Corne du Diable). Le mont Blanc de Courmayeur n'a qu'une proéminence de 10 mètres sur le col Major qui le sépare du mont Blanc, mais est éloigné horizontalement de 600 mètres de ce dernier. Le sommet du Grand Pilier d'Angle est aussi une simple épaule de 10 mètres de proéminence sur l'arête de Peuterey qui monte du mont Blanc, mais il remplit le critère morphologique qui en fait une entité à part entière, et le critère alpinistique avec, entre autres, la voie Divine Providence, ouverte par Patrick Gabarrou et François Marsigny en 1984 et réputée être la plus difficile pour accéder au mont Blanc.
Sur les 82 sommets retenus, 41 sont dans les Alpes pennines, 28 dans le massif du Mont-Blanc, 9 dans les Alpes bernoises, 2 dans le massif des Écrins, 1 dans le massif du Grand-Paradis et 1 dans la chaîne de la Bernina. On en trouve 48 en Suisse, 38 en Italie et 25 en France, compte tenu du fait que 29 se trouvent sur des arêtes frontières (en revanche, le sommet à cheval sur les trois pays, le mont Dolent, ne fait que 3 823 m). Le Grossglockner, point culminant de l'Autriche, quatrième grand pays alpin, s'élève à 3 798 m.

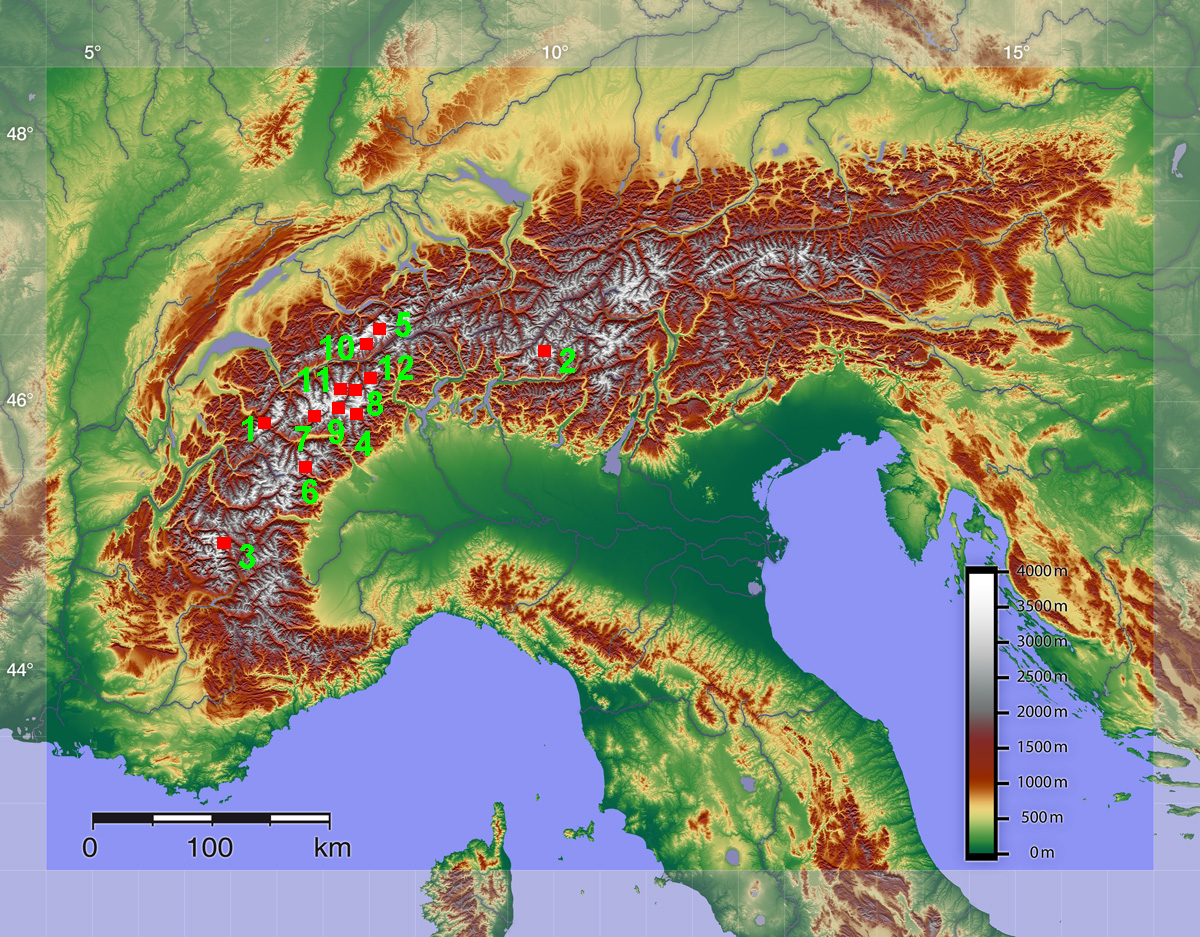
Localisation des 12 premiers 4 000 des Alpes en fonction de leur isolation topographique : 1. Mont Blanc ; 2. Piz Bernina ; 3. Barre des Écrins ; 4. Pointe Dufour ; 5. Finsteraarhorn ; 6. Grand Paradis ; 7. Grand Combin ; 8. Dom des Mischabel ; 9. Cervin ; 10. Aletschhorn ; 11. Weisshorn ; 12. Weissmies.
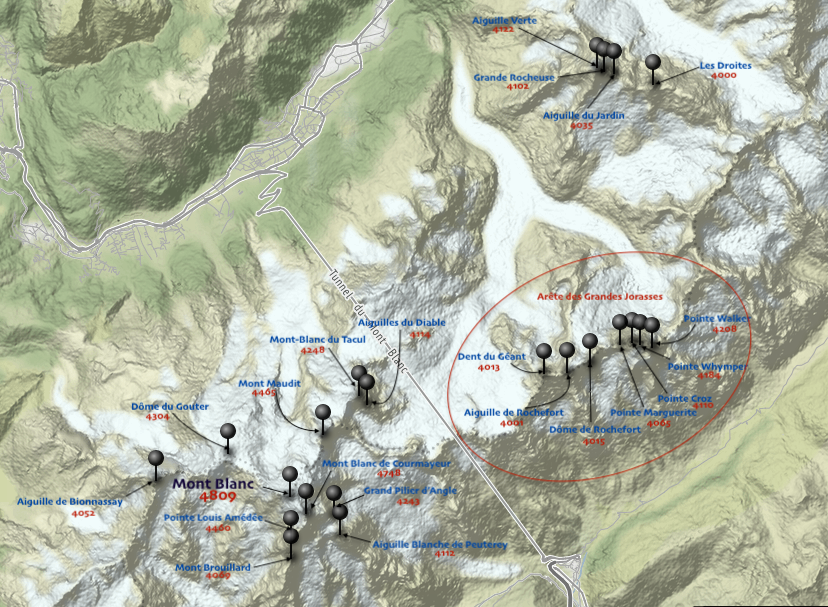
Localisation de 22 des 28 sommets du massif du Mont-Blanc.
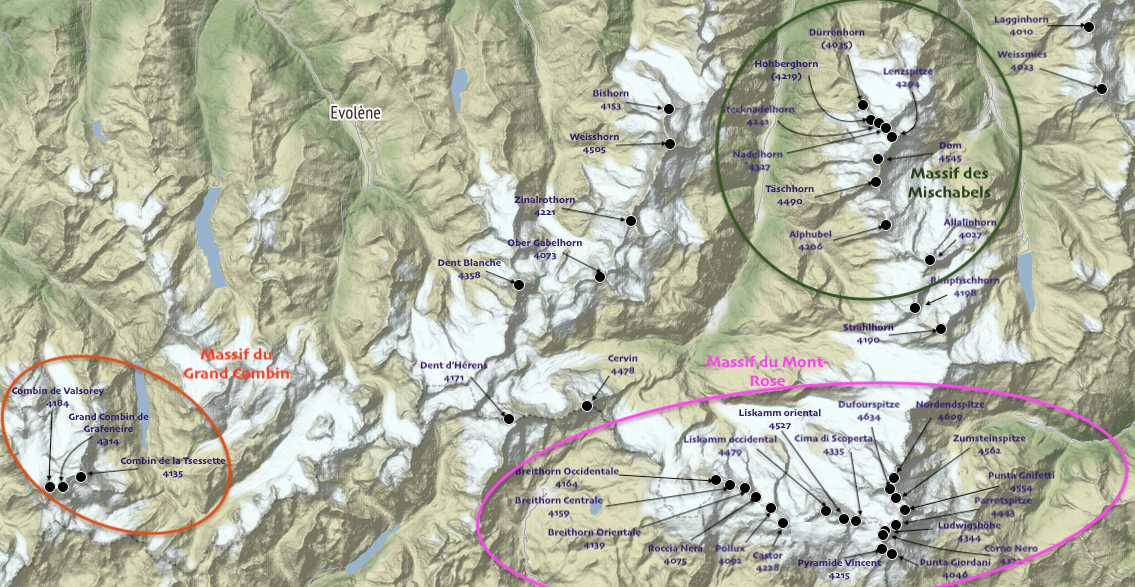
Localisation des 41 sommets des Alpes pennines.
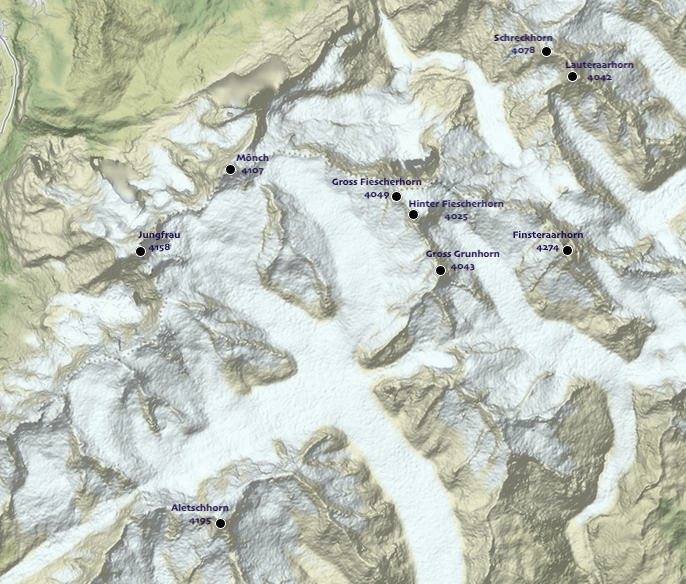
Localisation des 9 sommets des Alpes bernoises.

Les sommets qui ne remplissaient pas les critères définis ont été rassemblés dans une liste complémentaire de 46 sommets secondaires. Parmi ceux-ci, on trouve l'aiguille de la Belle Étoile, une pointe au sommet de l'éperon de la Poire en versant Est du mont Blanc, nommé et coté approximativement à 4 454 mètres par l'alpiniste écossais Thomas Graham Brown, dans son livre Brenva (1944), où il fait le récit de ses trois grandes premières du versant Brenva du mont Blanc, la Sentinelle rouge (1927), la Voie Major (1928) et la Poire (1933). Cette pointe est indiquée « Punta Ultima » par René Chabod dans le premier volume du guide italien du Mont-Blanc (CAI-TCI, 1963). Elle n'est citée nulle part ailleurs, mais a été ajoutée dans la liste avec cette altitude approximative « per amore di completezza ». La carte IGN TOP25 du mont Blanc indique un point à 4 349 m au-dessus de l'arête de la Poire.

### Autres listes

#### Listes de Richard Goedeke et Will McLewin

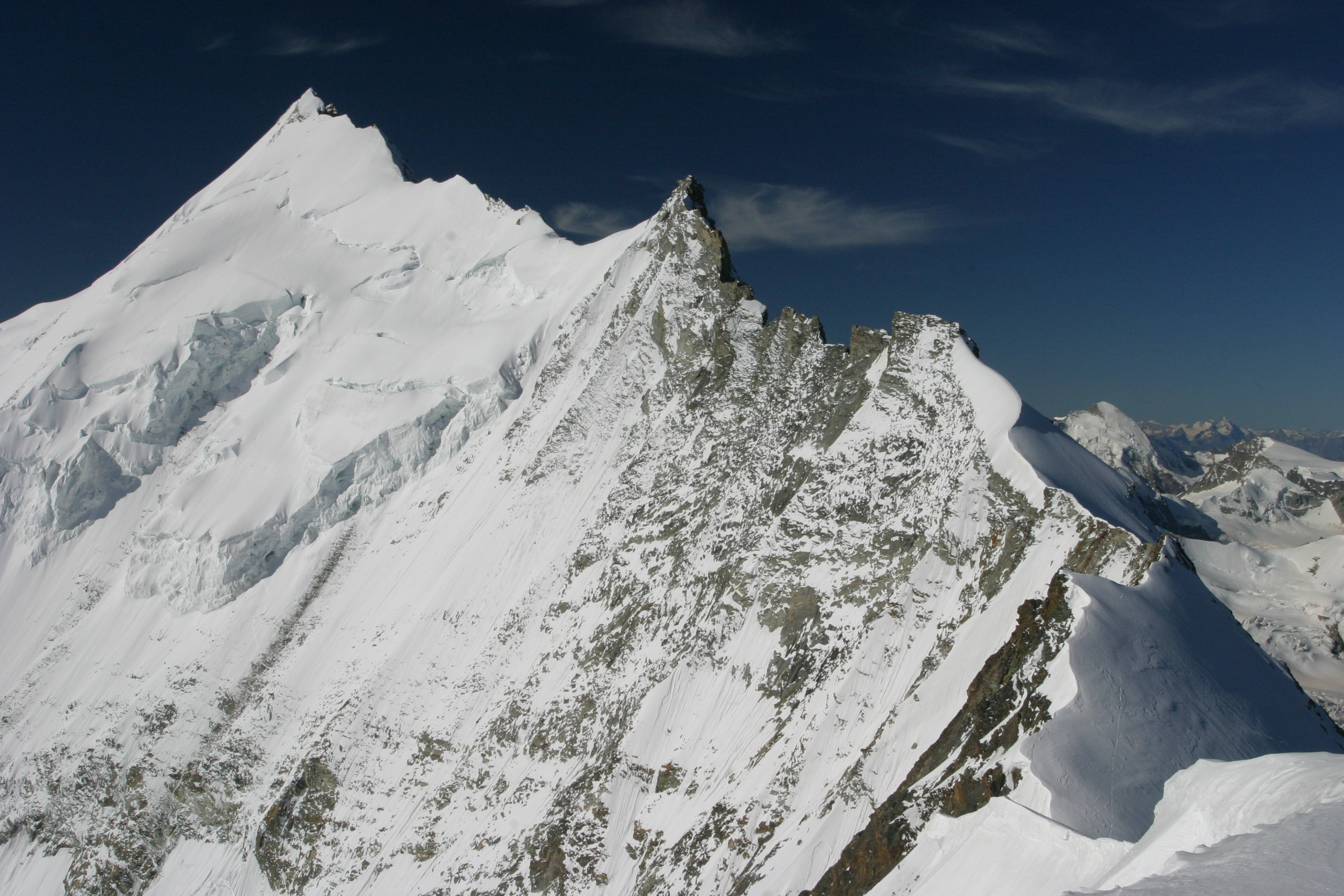
Le Grand Gendarme (4331 m) sur l'arête nord qui mène au Weisshorn depuis le Bishorn.

Richard Goedeke a publié en 2002 une quatrième édition de son 4000er, Die Normalwege auf alle Viertausender der Alpen qui comptabilise 89 sommets principaux et 91 secondaires, soit 180 au total, ce qui en fait la liste la plus exhaustive à ce jour.
Aux 82 sommets principaux de la liste UIAA, il en ajoute sept qui mériteraient selon lui d'y figurer selon les mêmes critères : le Grand Gendarme du Weisshorn, le Nez du Liskamm, le Grand Gendarme de l'arête Nord du Rimpshifhorn, le gendarme de l'arête Nord-Ouest du Lauteraarhorn, le pic Eccles et le pilier du Diable au mont Blanc du Tacul.
Parmi les pointes secondaires qui n'étaient pas recensées dans la liste complémentaire de l'UIAA, on trouve par exemple la Chandelle du Pilier central du Fréney au Mont-Blanc (la course no 100 des Cent plus belles courses du massif du Mont-Blanc de Gaston Rébuffat), lieu de la « tragédie du Fréney » où, en juillet 1961, sept alpinistes furent bloqués plusieurs jours par la tempête à quelques dizaines de mètres du sommet du pilier, alors vierge, et où seulement trois d'entre eux, dont Walter Bonatti et Pierre Mazeaud, survécurent à la retraite.
Le Britannique Will McLewin dans In Monte Viso's Horizon: Climbing All the Alpine 4000m Peaks (1991), compte 53 sommets principaux et 39 sommets secondaires.

#### Listes internet avec critères numériques
Le site Peaklist.org, avec un critère unique de proéminence de 100 mètres, propose une liste de 50 sommets. Parmi les sommets bien connus qui en sont absents, on trouve le Bishorn (95 mètres de proéminence par rapport au Weisshorn), le Nordend (94 mètres par rapport à la pointe Dufour), le Lenzspitze (90 mètres par rapport au Nadelhorn), le dôme de neige des Écrins (41 mètres par rapport à la barre des Écrins), etc.
Le site thehighrisepages.de définit un critère numérique d'« indépendance » (Eigenständigkeit) qui combine la proéminence, l'isolation topographique et l'altitude, avec un seuil qui redonne la liste classique des sommets de plus de 8 000 mètres d'altitude en Himalaya. Avec le même critère et le même seuil, il propose une liste de 35 sommets (les premiers éliminés selon ce critère étant le mont Blanc du Tacul, l'aiguille de Bionnassay et la dent du Géant).

#### Les presque4 000
Le journaliste et alpiniste britannique Ken Wilson note que si l'on se référait aux unités britanniques et que l'on dressait la liste des plus de 13 000 pieds, soit 3 962,4 m (de façon analogue aux fourteeners américains — 13 000 pieds étant aussi l'altitude que devaient avoir atteint les membres de l'Alpine Club à sa création en 1857), cela ajouterait huit sommets importants et intéressants : le piz Zupò (3 996 m), le mont Mallet (3 989 m), le Fletschhorn (3 986 m), le Gletscherhorn (3 983 m), la Meije (3 983 m), le Schalihorn (3 974 m), la Grivola (3 969 m) et l'Eiger (3 967 m).
Jusqu'en 1956, le Fletschhorn était d'ailleurs coté à 4 001 m sur les cartes, et était à ce titre compté dans la liste de Blodig. De nouvelles mesures le ramenèrent à 3 993 m, sous la barre fatidique. Les habitants de Saas-Grund lancèrent alors le projet de surélever de 7 mètres le sommet, en transportant par hélicoptère 300 tonnes de matériel. Mais à la suite des protestations du Club alpin suisse et des guides de haute montagne de la région, le projet fut rejeté par la Commission des Constructions du Valais et le Conseil d'État de la Confédération.

## Difficulté

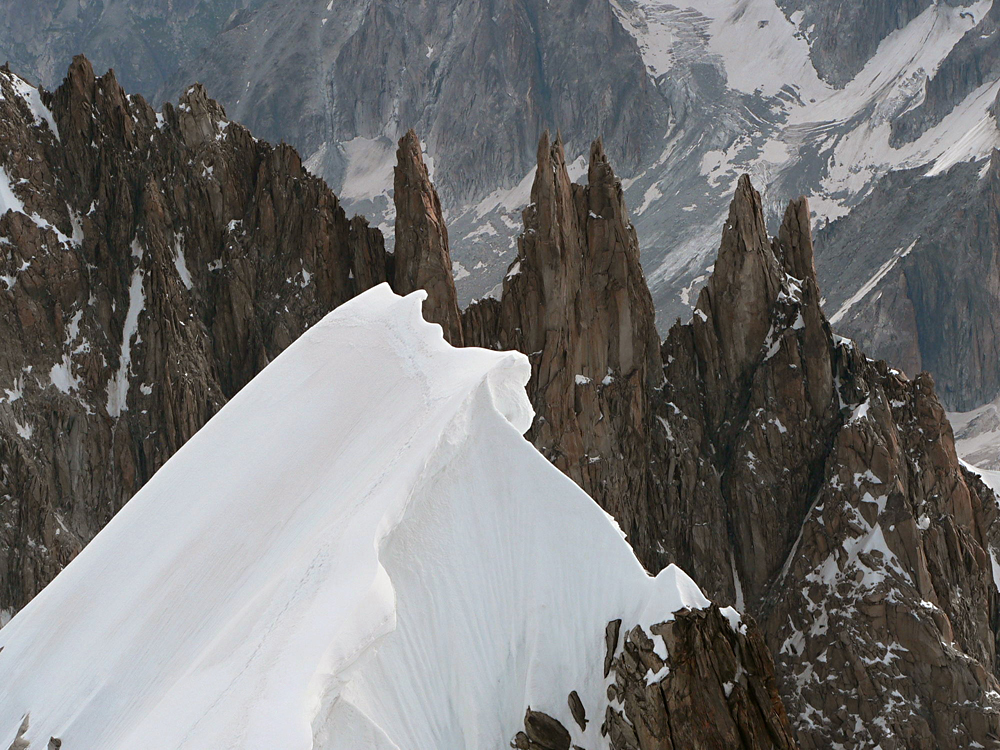
Les aiguilles du Diable.

La plupart de ces sommets, souvent neigeux, ont des voies normales relativement aisées (pour des alpinistes) : F ou PD. Quelques-uns sont cependant plus difficiles comme le Cervin (AD), le Schreckhorn (AD+), le Täschhorn (AD), le Weisshorn (AD), la dent Blanche (AD), l'aiguille Verte (AD+), la pointe Walker des Grandes Jorasses (AD), et surtout l'aiguille Blanche de Peuterey (D), le Grand Pilier d'Angle (D par l'arête de Peuterey), les arêtes rocheuses difficiles de la traversée des Grandes Jorasses (D) pour les pointes Croz, Marguerite et Hélène) et la traversée des aiguilles du Diable (D+) (Corne du Diable, pointe Chaubert, pointe Médiane, pointe Carmen, et l'Isolée). Les plus faciles sont le Grand Paradis, le dôme de neige des Écrins, l'Hinter Fiescherhorn, l'Allalinhorn, le Bishorn, le Lagginhorn, les sommets occidental et central du Breithorn. Les premiers 4 000 à avoir été gravis sont le dôme du Goûter en 1784 et le mont Blanc en 1786, et les derniers, les cinq aiguilles du Diable de 1923 à 1925, la quasi-totalité l'ayant été pendant l'âge d'or de la conquête des Alpes dans la seconde moitié du XIXe siècle.

## Les collectionneurs de4 000
En 1993, les Italiens Luciano Ratto et Franco Bianco ont créé le « Club 4 000 » qui, depuis 2006, fait partie de la section de Turin du Club alpin italien. Il a pour but de « créer un point de repère et de rencontre pour tous les collectionneurs de sommets de plus de 4 000 m, utile pour des échanges d'informations, de documentation et d'expériences sur les 4 000 des Alpes ». Pour pouvoir en faire partie, il fallait initialement avoir gravi 50 sommets de plus de 4 000 m, nombre aujourd'hui diminué à 30. Il comptait fin 2009 287 membres de 11 pays, dont 232 Italiens. Parmi eux, 13 avaient réussi les 82 sommets de la liste UIAA. Le site allemand 4000er.de compte lui 842 inscrits, dont 114 à 30 sommets et plus, et 7 à 82. Les sommets les plus fréquentés par les inscrits du site sont le Weissmies, l'Allalinhorn, le Breithorn, le mont Blanc et la pointe Gnifetti du mont Rose (plus de 40 % des inscrits). Les moins fréquentés sont les arêtes difficiles du massif du Mont-Blanc : les aiguilles du Diable, l'arête de Peuterey (aiguille Blanche de Peuterey, Grand Pilier d'Angle), l'arête du Brouillard (mont Brouillard, pointe Baretti, pointe Louis-Amédée), l'arête du Jardin à l'aiguille Verte (aiguille du Jardin et Grande Rocheuse), et la traversée des Grandes Jorasses (moins de 2 % des inscrits).

## Enchaînements
Si pour les alpinistes de haut niveau, aucun des sommets des Alpes ne pose individuellement de difficultés, l'enchaînement des plus de 4 000 m de façon continue et en un temps limité est un challenge d'endurance et de maîtrise, en particulier au printemps ou en hiver, quand les conditions climatiques et d'enneigement rendent les ascensions bien plus éprouvantes et dangereuses. Un temps limité impose en outre de grimper même par conditions météorologiques défavorables, le beau temps ne pouvant se maintenir pendant les semaines nécessaires à l'enchaînement. Outre la saison, un autre paramètre de l'enchaînement est l'utilisation ou non de véhicules pour les liaisons entre les différents massifs (il y a 300 km à vol d'oiseau entre la barre des Écrins et le piz Bernina), ainsi que celle des remontées mécaniques comme le téléphérique de l'Aiguille du Midi (3 842 m), le téléphérique du Petit Cervin (3 882 m), le chemin de fer de la Jungfrau (3 454 m) ou le métro alpin du Mittelallalin (3 456 m).
Durant l'hiver 1986, les guides et himalayistes suisses Erhard Loretan et André Georges enchaînent en 18 jours les sommets du Valais autour de Zermatt : la « couronne impériale », 30 sommets de plus de 4 000 m, et 38 au total,.
En 1993 — avant la publication de la liste UIAA — les alpinistes écossais Martin Moran et Simon Jenkins enchaînèrent 75 sommets (ceux définis par une proéminence de 35 mètres) en 52 jours, en été (du 23 juin au 13 août) en effectuant les liaisons entre les massifs à vélo (soit 570 km sur des routes de montagnes). Après la publication de la liste UIAA, une première brève tentative fut faite au printemps-été 2005 par le guide valdôtain Abel Blanc avec Christian Kuntner.
Au printemps 2004, l'alpiniste Patrick Berhault tenta d'enchaîner les 82 sommets en 82 jours, avec son collègue de l'ENSA Philippe Magnin, en effectuant les liaisons à ski. Il fit une chute mortelle entre le Täschhorn et le Dom des Mischabel (canton du Valais), après son 64e sommet[source secondaire souhaitée].
L'alpiniste slovène Miha Valič enchaîne, en solo ou avec divers compagnons (15 au total), les 82 sommets en 102 jours, du 27 décembre 2006 au 7 avril 2007 (donc pas complètement en hivernale), en utilisant une voiture pour les liaisons, et les téléphériques quand c'était possible. Au bout de 82 jours, il avait gravi 75 des sommets, mais à cause du mauvais temps, il lui fallut un mois pour les sept derniers.
Durant l'été 2008, les guides italiens Franco Nicolini et Diego Giovannini réussirent l'enchaînement des 82 sommets, en 60 jours du 26 juin au 24 août, en faisant les liaisons à pied ou à vélo, et sans remontées mécaniques,
En 2015, l'alpiniste suisse Ueli Steck boucle les 82 sommets en 62 jours du 11 juin au 11 août, sans moyens motorisés entre les étapes, effectuées à pied et à vélo.
L'enchaînement en 82 jours, pendant les trois mois de la saison hivernale, et sans aide mécanique, reste donc à faire.
La Française Liv Sansoz se lance dans l'ascension de ces 82 sommets alpins de plus de 4 000 mètres à partir de 2017, et elle a achevé en septembre 2018 son programme par l'ascension du mont Blanc.
En août 2024, le traileur et alpiniste Kílian Jornet enchaîne les 82 sommets en 19 jours avec des liaisons uniquement à vélo et en course à pied,,. Ce temps record tient, outre les capacités exceptionnelles de Jornet, à l'enchaînement de sommets chaque fois que c'était possible, comme avec le « Spaghetti Tour » (18 sommets de 4 000 m dans les Alpes suisses). 87 % de l'itinéraire a été effectué à pied ; 40 % des sommets ont été gravis en cordée et Jornet ne s'est reposé que 5 h 17 par nuit en moyenne.

## Listes

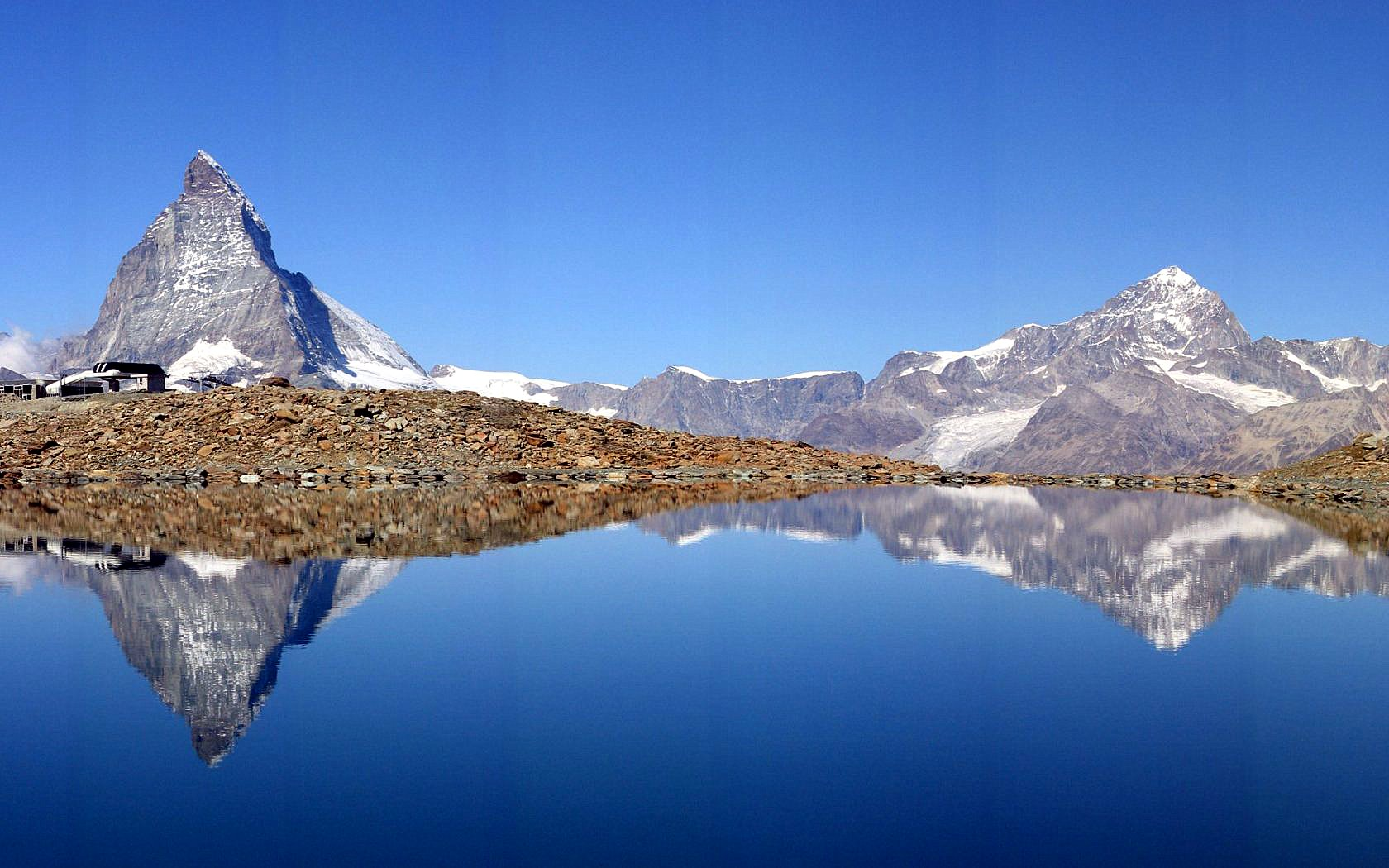
Les sommets isolés du Cervin et de la dent Blanche.
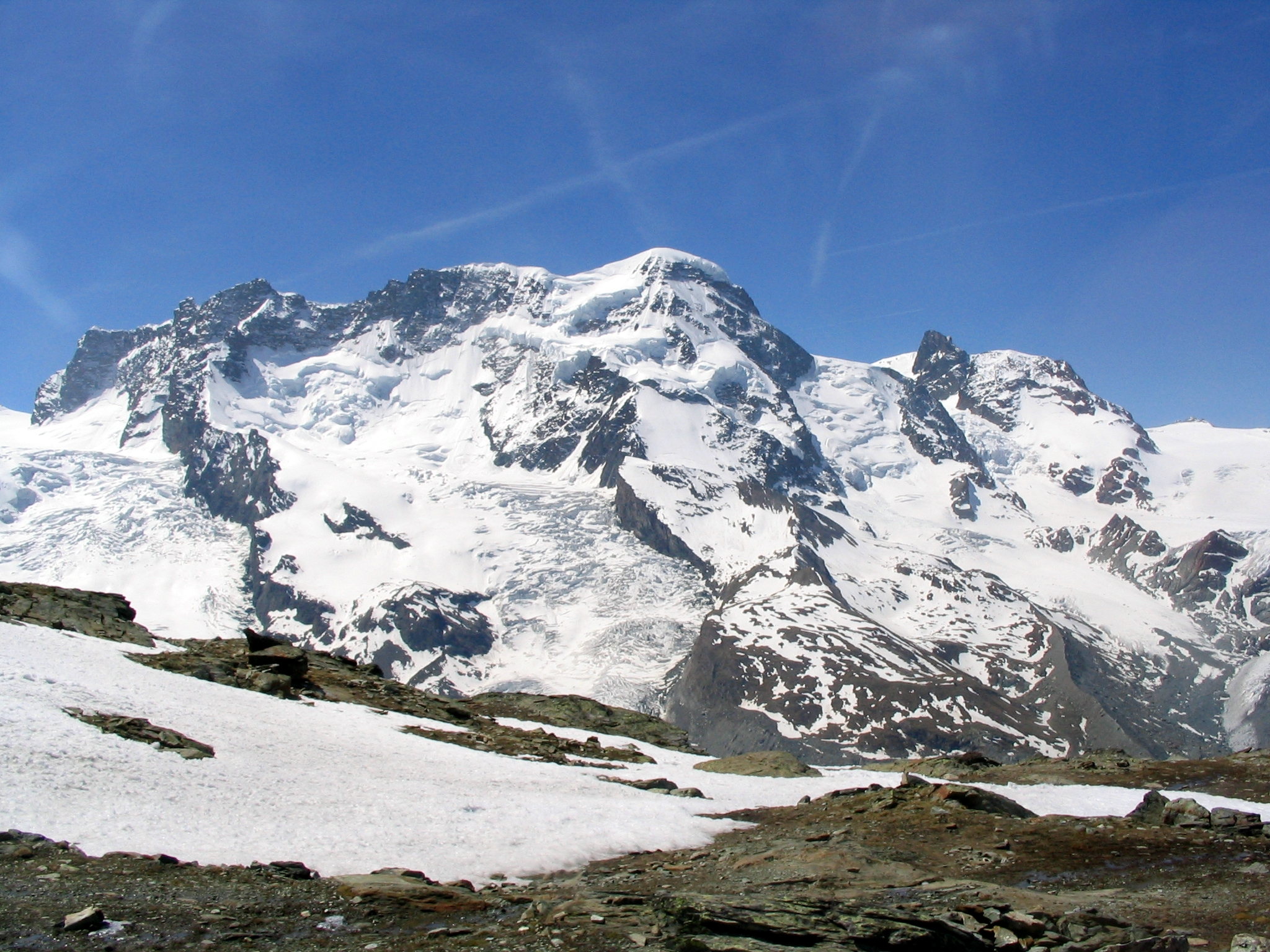
Versants septentrionaux des 5 sommets du Breithorn (de g. à d.) : la Roccia Nera, le Breithornzwillinge, le Breithorn oriental, le Breithorn central et le Breithorn occidental (point culminant, au centre).
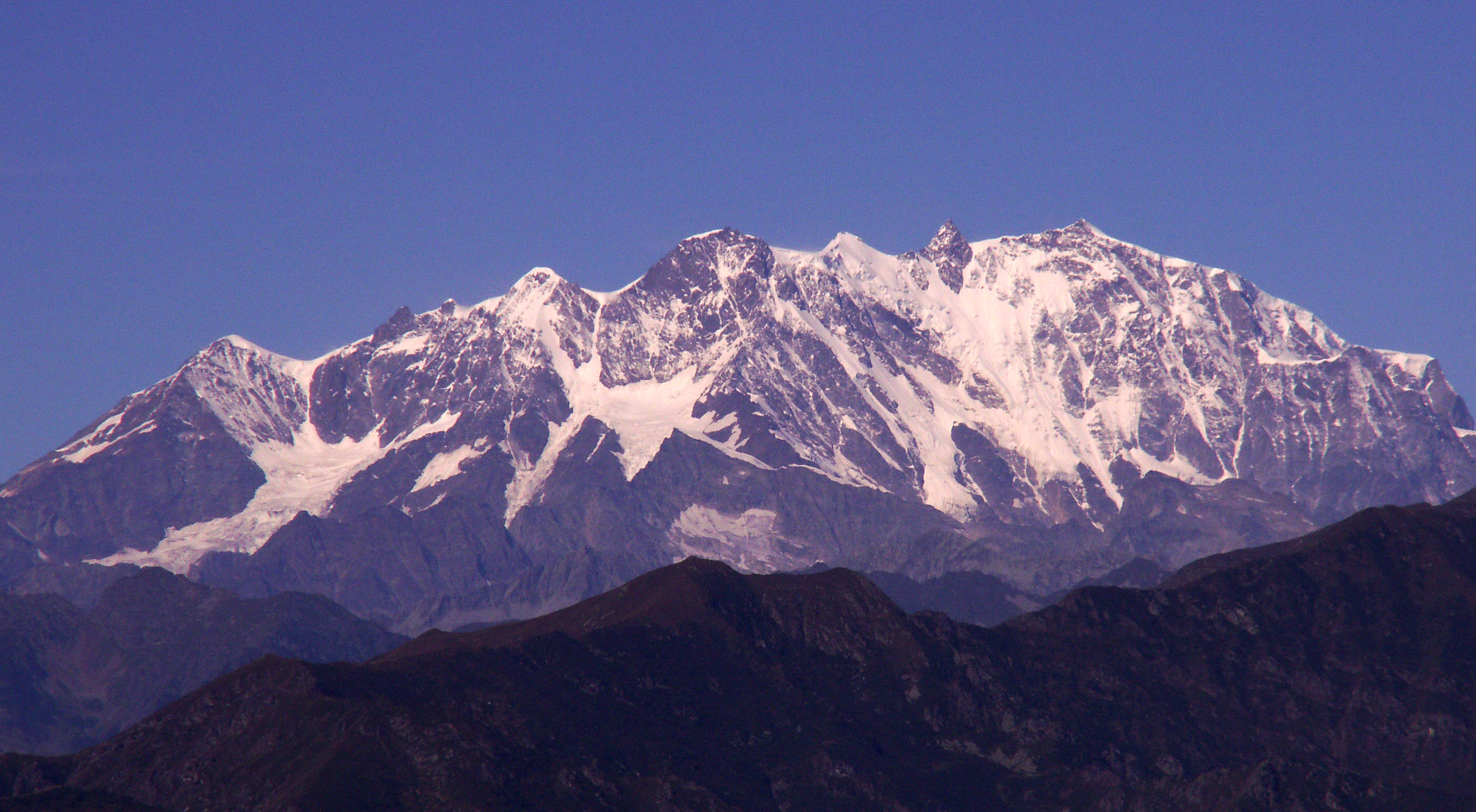
Face est du mont Rose depuis le Mottarone : la pyramide Vincent, la tête Noire, le Ludwigshöhe, la pointe Parrot, la pointe Gnifetti, la pointe Zumstein, la pointe Dufour et la Nordend.
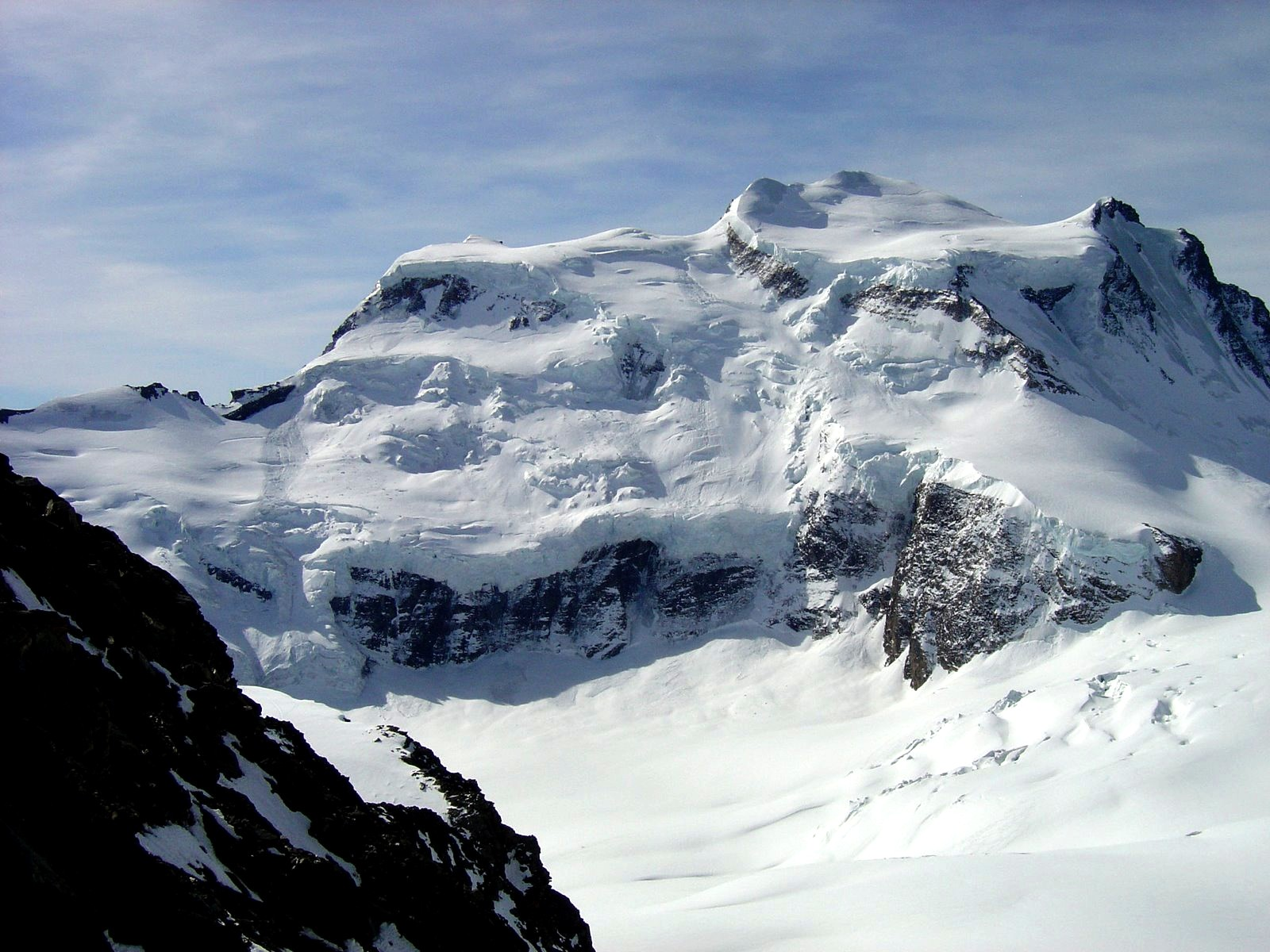
Les sommets du Grand Combin : (de g. à d.) le Grand Combin de Tsessette, l'aiguille du Croissant, le Grand Combin de Grafeneire et le Grand Combin de Valsorey.
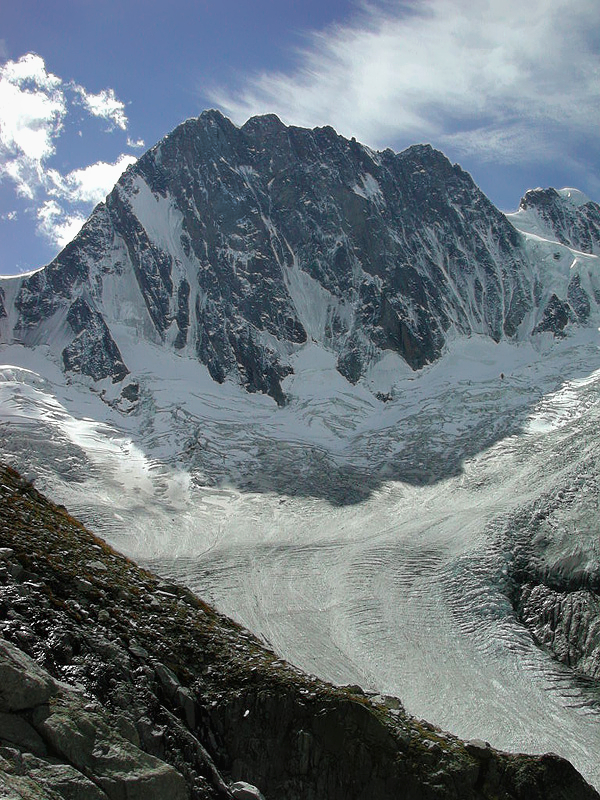
La face nord des grandes Jorasses, avec de gauche à droite les pointes Walker, Whymper, Croz, Hélène et Marguerite.

### Liste UIAA des sommets principaux
NOTA : conformément à l'usage, pour les premières ascensions du XIXe siècle, les clients sont mentionnés en premier, suivis des guides précédés de la mention « avec ». Les dates correspondent aux premières ascensions ayant atteint le point culminant de chaque sommet.
| n° | Altitude                   | Sommet                                                       | Massif                  | Première ascension | Localisation                              |
| -- | -------------------------- | ------------------------------------------------------------ | ----------------------- | --- | ----------------------------------------- |
| 1  | 4 806 m                    | Mont Blanc                                                   | Massif du Mont-Blanc    | 8 août 1786 par Jacques Balmat et Michel Paccard | 45° 49′ 57″ N, 6° 51′ 52″ E France Italie |
| 2  | 4 765 m (I) - 4 748 m (F)  | Mont Blanc de Courmayeur                                     | Massif du Mont-Blanc    | 31 juillet 1877 par James Eccles avec Michel-Clément Payot et Alphonse Payot (première du mont Blanc par l'arête de Peuterey) | 45° 49′ 44″ N, 6° 52′ 10″ E France Italie |
| 3  | 4 634 m                    | Pointe Dufour (point culminant du mont Rose)                 | Alpes pennines          | 1er août 1855 par Charles Hudson, J. Birkbeck, C. Smyth, J. G. Smyth, E. J. Stevenson avec Ulrich Lauener, J. et M. Zumtaugwald et un porteur | 45° 56′ 13″ N, 7° 52′ 04″ E Suisse        |
| 4  | 4 610 m (I) - 4 608 m (CH) | Nordend (mont Rose)                                          | Alpes pennines          | 26 août 1861 par T.F. et Edward N. Buxton, John Jermyn Cowell avec Michel-Ambroise Payot | 45° 56′ 30″ N, 7° 52′ 12″ E Suisse Italie |
| 5  | 4 563 m (I) - 4 562 m (CH) | Pointe Zumstein ou Zumsteinspitze (mont Rose)                | Alpes pennines          | 1er août 1820 par Joseph Zumstein, Molinatti, Marty, Castel, Joseph et Johann-Niklaus Vincent | 45° 55′ 55″ N, 7° 52′ 17″ E Suisse Italie |
| 6  | 4 554 m (I) - 4 553 m (CH) | Pointe Gnifetti ou Signalkuppe (mont Rose)                   | Alpes pennines          | 9 août 1842 par Giovanni Gnifetti, G. Farinetti, C. Grober, C. Ferraris, G. et G. Giordani | 45° 55′ 38″ N, 7° 52′ 37″ E Suisse Italie |
| 7  | 4 545 m                    | Dom des Mischabel                                            | Alpes pennines          | 11 septembre 1858 par L. Davies avec Johann Zumtaugwald, Johann Kronig et Hieronymus Brantschen | 46° 05′ 52″ N, 7° 51′ 36″ E Suisse        |
| 8  | 4 533 m (CH) - 4 527 m (I) | Liskamm oriental                                             | Alpes pennines          | 19 août 1861 par William Edward Hall, J.F. Hardy, J.A. Hudson, C.H. Pilkington, A.C. Ramsay, T. Rennison, F. Sibson et R.M. Stephenson avec Franz Josef Lochmatter, Stefan Zumtaugwald, Jean-Pierre Cachat, Josef-Marie et Peter Perren                                       | 45° 55′ 21″ N, 7° 50′ 08″ E Suisse Italie |
| 9  | 4 506 m                    | Weisshorn                                                    | Alpes pennines          | 19 août 1861 par John Tyndall avec Johann Joseph Bennen et Ulrich Wenger | 46° 06′ 05″ N, 7° 42′ 58″ E Suisse        |
| 10 | 4 491 m                    | Täschhorn                                                    | Alpes pennines          | 31 juillet 1862, par Llewelyn Davies et J.H. Hayward avec Stefan et Johann Zumtaugwald et Peter-Josef Summermatter | 46° 05′ 01″ N, 7° 51′ 26″ E Suisse        |
| 11 | 4 481 m (I) - 4 479 m (CH) | Liskamm occidental                                           | Alpes pennines          | 16 août 1864 par Leslie Stephen et E.N.Buxton avec Jakob Anderegg et Franz Biner | 45° 55′ 37″ N, 7° 49′ 15″ E Suisse Italie |
| 12 | 4 478 m                    | Cervin                                                       | Alpes pennines          | 14 juillet 1865 par Edward Whymper, Charles Hudson, Douglas Hadow et Lord Francis Douglas avec Michel Croz, Peter Taugwalder père et fils | 45° 58′ 35″ N, 7° 39′ 30″ E Suisse Italie |
| 13 | 4 470 m                    | Pointe Louis-Amédée                                          | Massif du Mont-Blanc    | 20 juillet 1901 par G.B. et G.F. Gugliermina avec Joseph Brocherel (première du mont Blanc par l'arête du Brouillard) | 45° 49′ 19″ N, 6° 51′ 55″ E Italie        |
| 14 | 4 468 m (I) - 4 465 m (F)  | Mont Maudit                                                  | Massif du Mont-Blanc    | 12 septembre 1878 par Henry Seymour Hoare et William Edward Davidson avec Johann Jaun et Johann von Bergen | 45° 50′ 52″ N, 6° 52′ 33″ E France Italie |
| 15 | 4 436 m (I) - 4 434 m (CH) | Pointe Parrot (mont Rose)                                    | Alpes pennines          | 16 août 1863, par Reginald S. Macdonald, Florence Crauford Grove, Montagu Woodmass et William Edward Hall avec Melchior Anderegg et Peter Perren (le 16 juillet 1862, A. W. Moore et H.B. George avec Christian Almer et M. Zumtaugwald étaient passés à proximité du sommet) | 45° 55′ 11″ N, 7° 52′ 17″ E Suisse Italie |
| 16 | 4 358 m                    | Dent Blanche                                                 | Alpes pennines          | 18 juillet 1862 par William Wigram et Thomas Stuart Kennedy avec Jean-Baptiste Croz et Johann Kronig | 46° 02′ 03″ N, 7° 36′ 43″ E Suisse        |
| 17 | 4 342 m                    | Ludwigshöhe (mont Rose)                                      | Alpes pennines          | 25 août 1822 par Franz Ludwig von Welden et des aides | 45° 55′ 00″ N, 7° 51′ 50″ E Suisse Italie |
| 18 | 4 327 m                    | Nadelhorn                                                    | Alpes pennines          | 16 septembre 1858 par Franz Andenmatten, B. Epiney, Aloys Supersaxo et J. Zimmermann | 46° 06′ 32″ N, 7° 51′ 50″ E Suisse        |
| 19 | 4 322 m                    | Tête Noire (mont Rose)                                       | Alpes pennines          | 18 août 1873, par Marco Maglionini, Albert de Rothschild avec Nicolaus et Peter Knubel, Édouard Cupelin et trois porteurs | 45° 54′ 54″ N, 7° 51′ 43″ E Italie        |
| 20 | 4 314 m                    | Grand Combin de Grafeneire (point culminant du Grand Combin) | Alpes pennines          | 30 juillet 1859 par C. Sainte Claire de Ville avec Daniel, Emanuel et Gaspard Ballay, et B. Dorsaz | 45° 56′ 15″ N, 7° 17′ 57″ E Suisse        |
| 21 | 4 306 m (I) - 4 304 m (F)  | Dôme du Goûter                                               | Massif du Mont-Blanc    | 17 septembre 1784 par Jean-Marie Couttet et François Cuidet | 45° 50′ 34″ N, 6° 50′ 36″ E France Italie |
| 22 | 4 294 m                    | Lenzspitze                                                   | Alpes pennines          | août 1870 par Clinton Thomas Dent avec Alexandre Burgener et Franz Burgener | 46° 06′ 17″ N, 7° 52′ 07″ E Suisse        |
| 23 | 4 274 m                    | Finsteraarhorn                                               | Alpes bernoises         | 16 août 1812 par R. Meyer avec A. Volker, J. Bortis, K. Huber, A. Abbuhl, ou 10 août 1829 par J. Leuthold et H. Wahren avec deux guides | 46° 32′ 15″ N, 8° 07′ 34″ E Suisse        |
| 24 | 4 248 m                    | Mont Blanc du Tacul                                          | Massif du Mont-Blanc    | 8 août 1855 par un ou plusieurs membres de l'expédition de Charles Hudson et Edward Shirley Kennedy | 45° 51′ 24″ N, 6° 53′ 16″ E France        |
| 25 | 4 243 m                    | Grand Pilier d'Angle                                         | Massif du Mont-Blanc    | 31 juillet 1877 par James Eccles avec Michel-Clément Payot et Alphonse Payot (première du mont Blanc par l'arête de Peuterey) | 45° 49′ 40″ N, 6° 52′ 48″ E Italie        |
| 26 | 4 239 m                    | Stecknadelhorn                                               | Alpes pennines          | 8 août 1887 par Oscar Eckenstein avec Matthias Zurbriggen | 46° 06′ 42″ N, 7° 51′ 34″ E Suisse        |
| 27 | 4 223 m (CH) - 4 221 m (I) | Castor                                                       | Alpes pennines          | 23 août 1861 par William Mathews et F.W. Jacomb avec Michel Croz | 45° 55′ 20″ N, 7° 47′ 35″ E Suisse Italie |
| 28 | 4 222 m                    | Zinalrothorn                                                 | Alpes pennines          | 22 août 1864 Leslie Stephen, Florence Crauford Grove avec Jakob et Melchior Anderegg | 46° 03′ 53″ N, 7° 41′ 24″ E Suisse        |
| 29 | 4 217 m                    | Hohberghorn                                                  | Alpes pennines          | Août 1869 par R. B. Heathcote, Franz Biner, Peter Perren et Peter Taugwalder fils | 46° 06′ 45″ N, 7° 51′ 14″ E Suisse        |
| 30 | 4 215 m                    | Pyramide Vincent (mont Rose)                                 | Alpes pennines          | 5 août 1819 par Johann-Niklaus Vincent et trois compagnons | 45° 54′ 29″ N, 7° 51′ 43″ E Italie        |
| 31 | 4 208 m (F) - 4 206 m (I)  | Pointe Walker des Grandes Jorasses (point culminant)         | Massif du Mont-Blanc    | 30 juin 1868 par Horace Walker, avec Melchior Anderegg, Johann Jaun et Julien Grange | 45° 52′ 07″ N, 6° 59′ 17″ E France Italie |
| 32 | 4 206 m                    | Alphubel                                                     | Alpes pennines          | 9 août 1860 par Leslie Stephen, T.W. Hinchliff avec Melchior Anderegg et Peter Perren | 46° 03′ 47″ N, 7° 51′ 50″ E Suisse        |
| 33 | 4 199 m                    | Rimpfischhorn                                                | Alpes pennines          | 9 septembre 1859 par Leslie Stephen et R. Living avec Melchior Anderegg et Johann Zumtaugwald | 46° 01′ 23″ N, 7° 53′ 02″ E Suisse        |
| 34 | 4 194 m                    | Aletschhorn                                                  | Alpes bernoises         | 18 juin 1859 Francis Fox Tuckett avec Johann Joseph Bennen, Peter Bohren, V. Tairraz | 46° 27′ 54″ N, 7° 59′ 39″ E Suisse        |
| 35 | 4 190 m                    | Strahlhorn                                                   | Alpes pennines          | 15 août 1854 par Christopher Smyth et Edmund J. Grenville avec Ulrich Lauener et Franz Andenmatten | 46° 00′ 47″ N, 7° 54′ 06″ E Suisse        |
| 36 | 4 186 m                    | Combin du Valsorey (Grand Combin)                            | Alpes pennines          | 16 septembre 1872 par J.H.Isler avec J. Gillioz | 45° 56′ 17″ N, 7° 17′ 24″ E Suisse        |
| 37 | 4 184 m (F) - 4 180 m (I)  | Pointe Whymper des Grandes Jorasses                          | Massif du Mont-Blanc    | 24 juin 1865 par Edward Whymper avec Michel Croz, Christian Almer et Franz Biner | 45° 52′ 06″ N, 6° 59′ 03″ E France Italie |
| 38 | 4 173 m (CH) - 4 171 m (I) | Dent d'Hérens                                                | Alpes pennines          | 12 août 1863 par Florence Crauford Grove, William Edward Hall, Reginald Somerled Macdonald et Montagu Woodmass avec Melchior Anderegg, Peter Perren et Jean-Pierre Cachat | 45° 58′ 11″ N, 7° 36′ 17″ E Suisse Italie |
| 39 | 4 165 m (I) - 4 163 m (CH) | Breithorn occidental (point culminant)                       | Alpes pennines          | 13 août 1813 par Henry Maynard avec Joseph-Marie Couttet, Jean Gras, Jean-Baptiste et Jean-Jacques Hérin | 45° 56′ 28″ N, 7° 44′ 50″ E Suisse Italie |
| 40 | 4 160 m (I) - 4 159 m (CH) | Breithorn central                                            | Alpes pennines          | 19 juillet 1900 par E. Hahn et des compagnons | 45° 56′ 19″ N, 7° 45′ 29″ E Suisse Italie |
| 41 | 4 158 m                    | Jungfrau                                                     | Alpes bernoises         | 3 août 1811 par Rudolf et Hieronymus Meyer avec Joseph Bortis et Alois Volker | 46° 32′ 13″ N, 7° 57′ 46″ E Suisse        |
| 42 | 4 151 m                    | Bishorn                                                      | Alpes pennines          | 28 août 1884 par G. S. Barnes et R. Chessyre-Walker avec Josef Imboden et J.-M. Chanton | 46° 07′ 04″ N, 7° 42′ 53″ E Suisse        |
| 43 | 4 141 m (I) - 4 139 m (CH) | Breithorn oriental                                           | Alpes pennines          | 16 août 1884 par John Stafford Anderson avec Ulrich Almer et Aloys Pollinger (première traversée du Breithorn) | 45° 56′ 13″ N, 7° 45′ 59″ E Suisse Italie |
| 44 | 4 135 m                    | Combin de la Tsessette (Grand Combin)                        | Alpes pennines          | 21 juillet 1894 par E.F.M. Benecke et H.A. Cohen | 45° 56′ 34″ N, 7° 18′ 39″ E Suisse        |
| 45 | 4 122 m                    | Aiguille Verte                                               | Massif du Mont-Blanc    | 29 juin 1865 par Edward Whymper avec Christian Almer et Franz Biner | 45° 56′ 05″ N, 6° 58′ 12″ E France        |
| 46 | 4 114 m                    | L'Isolée des aiguilles du Diable (point culminant)           | Massif du Mont-Blanc    | 8 juillet 1925 par Armand Charlet et A. Ravanel | 45° 51′ 19″ N, 6° 53′ 23″ E France        |
| 47 | 4 110 m (F) - 4 108 m (I)  | Pointe Croz des Grandes Jorasses                             | Massif du Mont-Blanc    | 24 août 1909 (probablement) par Eleonore Hasenclever, Wilhelm Klemm, Felix Konig et Richard Weitzenboch | 45° 52′ 09″ N, 6° 58′ 57″ E France Italie |
| 48 | 4 110 m                    | Mönch                                                        | Alpes bernoises         | 15 août 1857 par Siegismund Porges avec Ulrich et Christian Kaufman et Christian Almer | 46° 33′ 35″ N, 7° 59′ 54″ E Suisse        |
| 49 | 4 109 m                    | Pointe Carmen des aiguilles du Diable                        | Massif du Mont-Blanc    | 13 août 1923 par H. Bregeault, Paul Chevalier et Jacques de Lépiney | 45° 51′ 16″ N, 6° 53′ 30″ E France        |
| 50 | 4 108 m                    | Aiguille Blanche de Peuterey                                 | Massif du Mont-Blanc    | 31 juillet 1885 par Henry Seymour King avec Émile Rey, Ambros Supersaxo et Alois Anthamatten | 45° 49′ 24″ N, 6° 52′ 52″ E Italie        |
| 51 | 4 106 m                    | Breithornzwillinge / Pointe 4106 (Breithorn)                 | Alpes pennines          | 16 août 1884 par John Stafford Anderson avec Ulrich Almer and Aloys Pollinger (première traversée du Breithorn) | 45° 56′ 08″ N, 7° 46′ 15″ E Suisse Italie |
| 52 | 4 102 m                    | Grande Rocheuse                                              | Massif du Mont-Blanc    | 17 septembre 1865 par Robert Fowler avec Michel Balmat et Michel Ducroz | 45° 56′ 04″ N, 6° 58′ 22″ E France        |
| 53 | 4 101 m                    | Barre des Écrins                                             | Massif des Écrins       | 25 juin 1864 par A. W. Moore, Horace Walker et Edward Whymper avec Christian Almer et Michel Croz | 44° 55′ 23″ N, 6° 21′ 36″ E France        |
| 54 | 4 097 m                    | Pointe médiane des aiguilles du Diable                       | Massif du Mont-Blanc    | 23 juillet 1926 par Émile-Robert Blanchet et J. Chaubert avec Armand Charlet | 45° 51′ 16″ N, 6° 53′ 32″ E France        |
| 55 | 4 092 m (CH) - 4 091 m (I) | Pollux                                                       | Alpes pennines          | 1er août 1864 par J. Jacot avec Peter Taugwalder père et M.J. Perrin | 45° 56′ 41″ N, 7° 47′ 06″ E Suisse Italie |
| 56 | 4 078 m                    | Schreckhorn                                                  | Alpes bernoises         | 14 août 1861 par Leslie Stephen avec Peter Michel, Ulrich Kaufmann et Christian Michel | 46° 35′ 20″ N, 8° 07′ 06″ E Suisse        |
| 57 | 4 075 m                    | Roche Noire (Breithorn)                                      | Alpes pennines          | 16 août 1884 par John Stafford Anderson avec Ulrich Almer and Aloys Pollinger (première traversée du Breithorn) | 45° 55′ 57″ N, 7° 46′ 29″ E Suisse Italie |
| 58 | 4 074 m                    | Pointe Chaubert des aiguilles du Diable                      | Massif du Mont-Blanc    | 1er septembre 1925 par Jean Chaubert avec Armand Charlet et A. Ravanel | 45° 51′ 16″ N, 6° 53′ 34″ E France        |
| 59 | 4 068 m                    | Mont Brouillard                                              | Massif du Mont-Blanc    | 11 juillet 1906 par Karl Blodig et Oscar Eckenstein avec Alexis Brocherel | 45° 49′ 03″ N, 6° 51′ 54″ E Italie        |
| 60 | 4 065 m                    | Pointe Marguerite des Grandes Jorasses                       | Massif du Mont-Blanc    | 22 août 1898 par Louis-Amédée de Savoie avec Joseph Petigax, Laurent Croux, Félix Ollier | 45° 52′ 07″ N, 6° 58′ 39″ E France Italie |
| 61 | 4 064 m                    | Corne du Diable des aiguilles du Diable                      | Massif du Mont-Blanc    | 1er septembre 1925 par Jean Chaubert avec Armand Charlet et A. Ravanel | 45° 51′ 16″ N, 6° 53′ 35″ E France        |
| 62 | 4 064 m                    | Ober Gabelhorn                                               | Alpes pennines          | 6 juillet 1865 par A. W. Moore, Horace Walker avec Jakob Anderegg | 46° 02′ 19″ N, 7° 40′ 05″ E Suisse        |
| 63 | 4 061 m                    | Grand Paradis                                                | Massif du Grand-Paradis | 4 septembre 1860 par John Jermyn Cowell et W. Dundas avec Michel-Ambroise Payot et Jean Tairraz | 45° 31′ 20″ N, 7° 15′ 45″ E Italie        |
| 64 | 4 052 m                    | Aiguille de Bionnassay                                       | Massif du Mont-Blanc    | 28 juillet 1865 par E. N. Buxton, F. C. Grove et R. J. S. MacDonald avec Jean-Pierre Cachat et Michel-Ambroise Payot | 45° 50′ 09″ N, 6° 49′ 09″ E France Italie |
| 65 | 4 049 m                    | Gross Fiescherhorn                                           | Alpes bernoises         | 23 juillet 1862 par H.B. George et Adolphus Warburton Moore avec Christian Almer et Ulrich Kaufmann | 46° 33′ 05″ N, 8° 03′ 41″ E Suisse        |
| 66 | 4 048 m                    | Piz Bernina                                                  | Chaîne de la Bernina    | 13 septembre 1850 par Johann Coaz avec Jon et Lorenz Ragut Tscharner | 46° 22′ 57″ N, 9° 54′ 29″ E Suisse        |
| 67 | 4 046 m                    | Pointe Giordani (mont Rose)                                  | Alpes pennines          | 23 juillet 1801 par Pietro Giordani et des compagnons | 45° 54′ 21″ N, 7° 05′ 41″ E Italie        |
| 68 | 4 045 m (F) - 4 042 m (I)  | Pointe Hélène des Grandes Jorasses                           | Massif du Mont-Blanc    | 22 août 1898 par Louis-Amédée de Savoie avec Joseph Petigax, Laurent Croux, Félix Ollier | 45° 52′ 07″ N, 6° 58′ 48″ E France Italie |
| 69 | 4 044 m                    | Grünhorn ou Gross Grünhorn ou Grosses Grünhorn               | Alpes bernoises         | 7 août 1865 par Edmund von Fellenberg avec Peter Michel, Peter Egger et Peter Inäbnit | 46° 31′ 55″ N, 8° 04′ 39″ E Suisse        |
| 70 | 4 042 m                    | Lauteraarhorn                                                | Alpes bernoises         | 8 août 1842 par Pierre Jean Édouard Desor, Christian Girard, Louis Agassiz et Arnold Escher von der Linth avec Melchior Bannholzer, Jakob Leuthold, D. Brigger, Fahner, Johann Madutz                                                                                         | 46° 35′ 00″ N, 8° 07′ 41″ E Suisse        |
| 71 | 4 035 m                    | Aiguille du Jardin                                           | Massif du Mont-Blanc    | 1er août 1904 par Émile Fontaine avec Joseph Ravanel et Léon Tournier | 45° 56′ 02″ N, 6° 58′ 33″ E France        |
| 72 | 4 034 m                    | Dürrenhorn                                                   | Alpes pennines          | 7 août 1879 par Albert F. Mummery et William Penhall, avec Alexandre Burgener et Ferdinand Imseng | 46° 07′ 11″ N, 7° 50′ 53″ E Suisse        |
| 73 | 4 027 m                    | Allalinhorn                                                  | Alpes pennines          | 28 août 1856 par Edvard Levi Ames et Johann Joseph Imseng avec Franz Andenmatten | 46° 02′ 46″ N, 7° 53′ 42″ E Suisse        |
| 74 | 4 024 m                    | Hinter Fiescherhorn                                          | Alpes bernoises         | 28 juillet 1885 par Eugen Guido Lammer et August Lorria (le sommet inférieur (3 990 m) avait été gravi le 10 août 1871 par F. Bischoff avec Peter Bohren, P. Egger | 46° 32′ 47″ N, 8° 04′ 04″ E Suisse        |
| 75 | 4 017 m                    | Weissmies                                                    | Alpes pennines          | août 1855 par Jakob Christian Häusser et Peter Josef Zurbriggen | 46° 07′ 40″ N, 8° 00′ 43″ E Suisse        |
| 76 | 4 015 m                    | Dôme de Rochefort                                            | Massif du Mont-Blanc    | 12 août 1881 par James Eccles avec Alphonse Payot et Michel-Clément Payot | 45° 51′ 51″ N, 6° 58′ 03″ E France Italie |
| 77 | 4 014 m (I) - 4 013 m (F)  | Dent du Géant                                                | Massif du Mont-Blanc    | 14 août 1882 par William Woodman Graham avec Auguste Cupelin et Alphonse Payot (le 28 juillet 1882 Jean-Joseph Maquignaz, Baptiste Maquignaz et Daniel Maquignaz avaient atteint la pointe Sella, 4 009 m)                                                                    | 45° 51′ 43″ N, 6° 57′ 06″ E France Italie |
| 78 | 4 010 m                    | Lagginhorn                                                   | Alpes pennines          | 26 août 1856 par Edvard Levi Ames, Johann Josef Imseng et trois anglais, avec Franz Andenmatten et trois autres guides | 46° 09′ 26″ N, 8° 00′ 11″ E Suisse        |
| 79 | 4 009 m                    | Dôme de neige des Écrins                                     | Massif des Écrins       | 21 juillet 1877 par Emmanuel Boileau de Castelnau avec Pierre Gaspard | 44° 55′ 28″ N, 6° 21′ 14″ E France        |
| 80 | 4 006 m                    | Pointe Baretti                                               | Massif du Mont-Blanc    | 20 juillet 1880 par Martino Baretti avec Jean-Joseph Maquignaz | 45° 48′ 52″ N, 6° 51′ 48″ E Italie        |
| 81 | 4 001 m                    | Aiguille de Rochefort                                        | Massif du Mont-Blanc    | 14 août 1873 par James Eccles avec Alphonse Payot et Michel-Clément Payot | 45° 51′ 43″ N, 6° 57′ 36″ E France Italie |
| 82 | 4 000 m                    | Les Droites                                                  | Massif du Mont-Blanc    | 7 août 1876 par Thomas Middlemore, John Oakley Maund et Henri Cordier avec Johann Jaun et Andreas Maurer | 45° 55′ 49″ N, 6° 59′ 21″ E France        |

### Listes des sommets secondaires

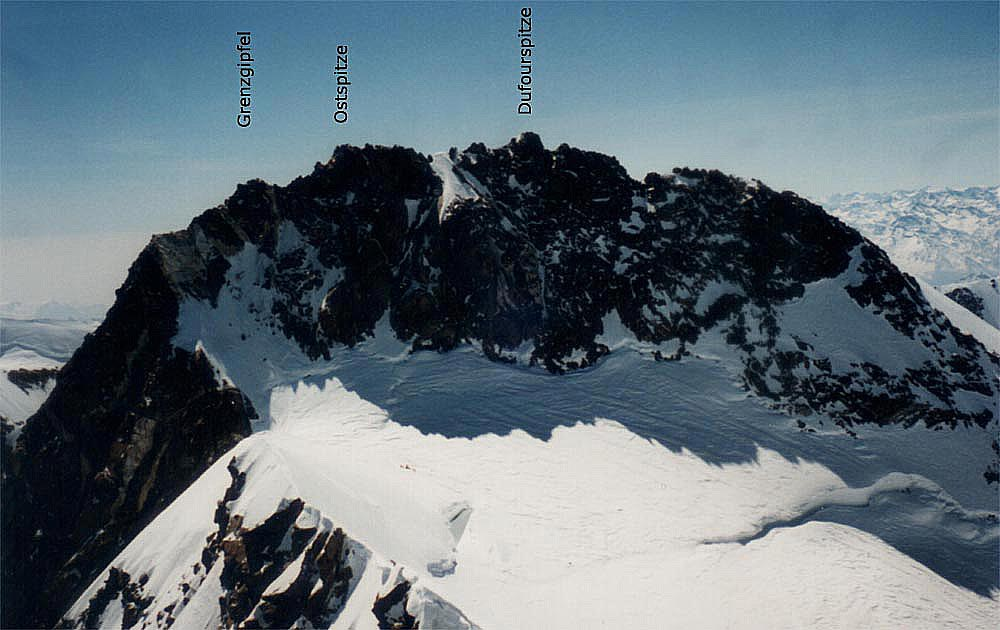
La pointe Dufour, point culminant du mont Rose, et ses deux antécimes : la pointe Dunant et le Grenzgipfel.
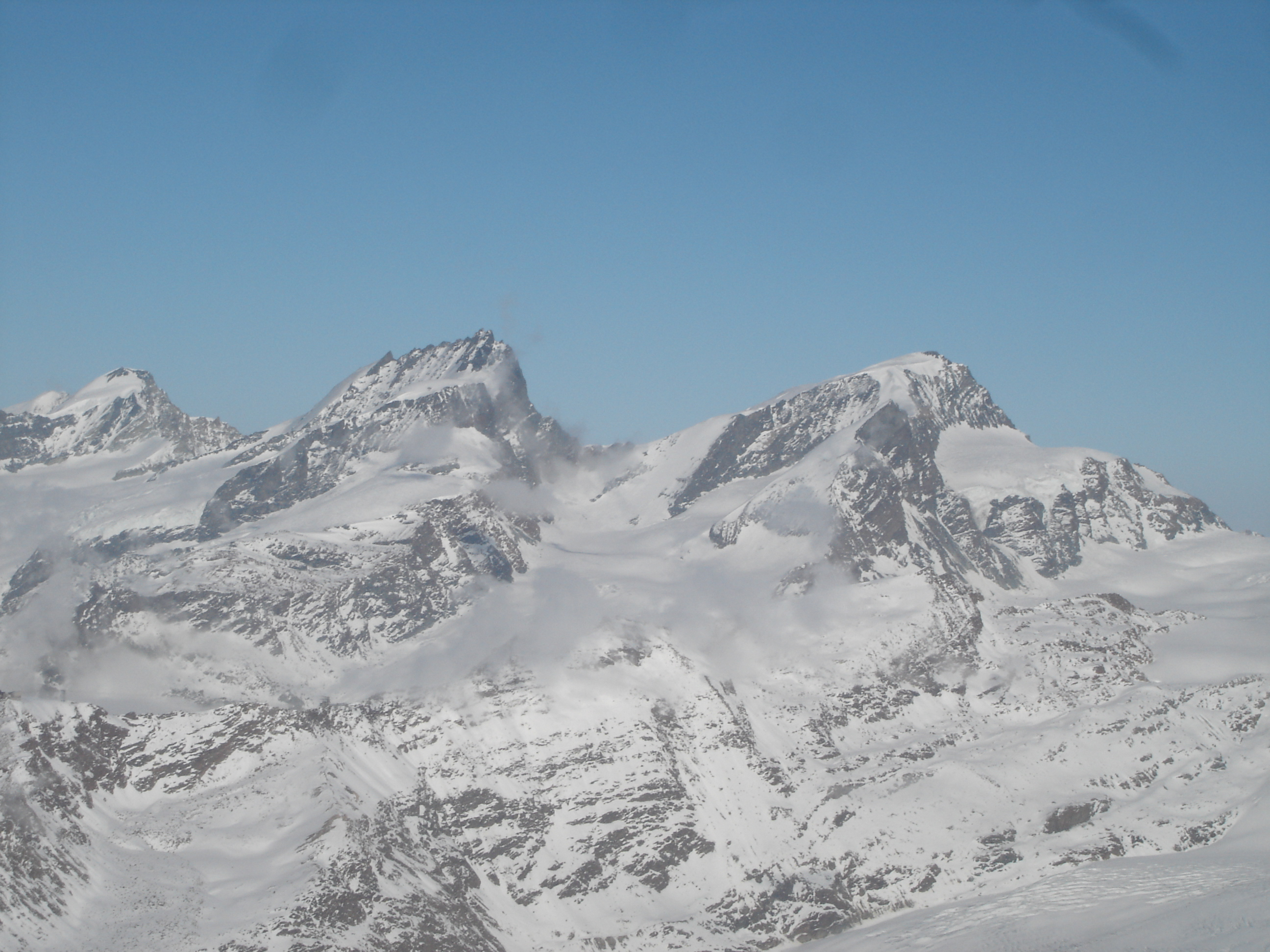
Le Rimpfischhorn, au centre entre l'Allalinhorn, et le Strahlhorn, avec à gauche du sommet, le Grand Gendarme et les cinq pointes de l'arête nord, et à droite l'antécime et l'épaule sud.
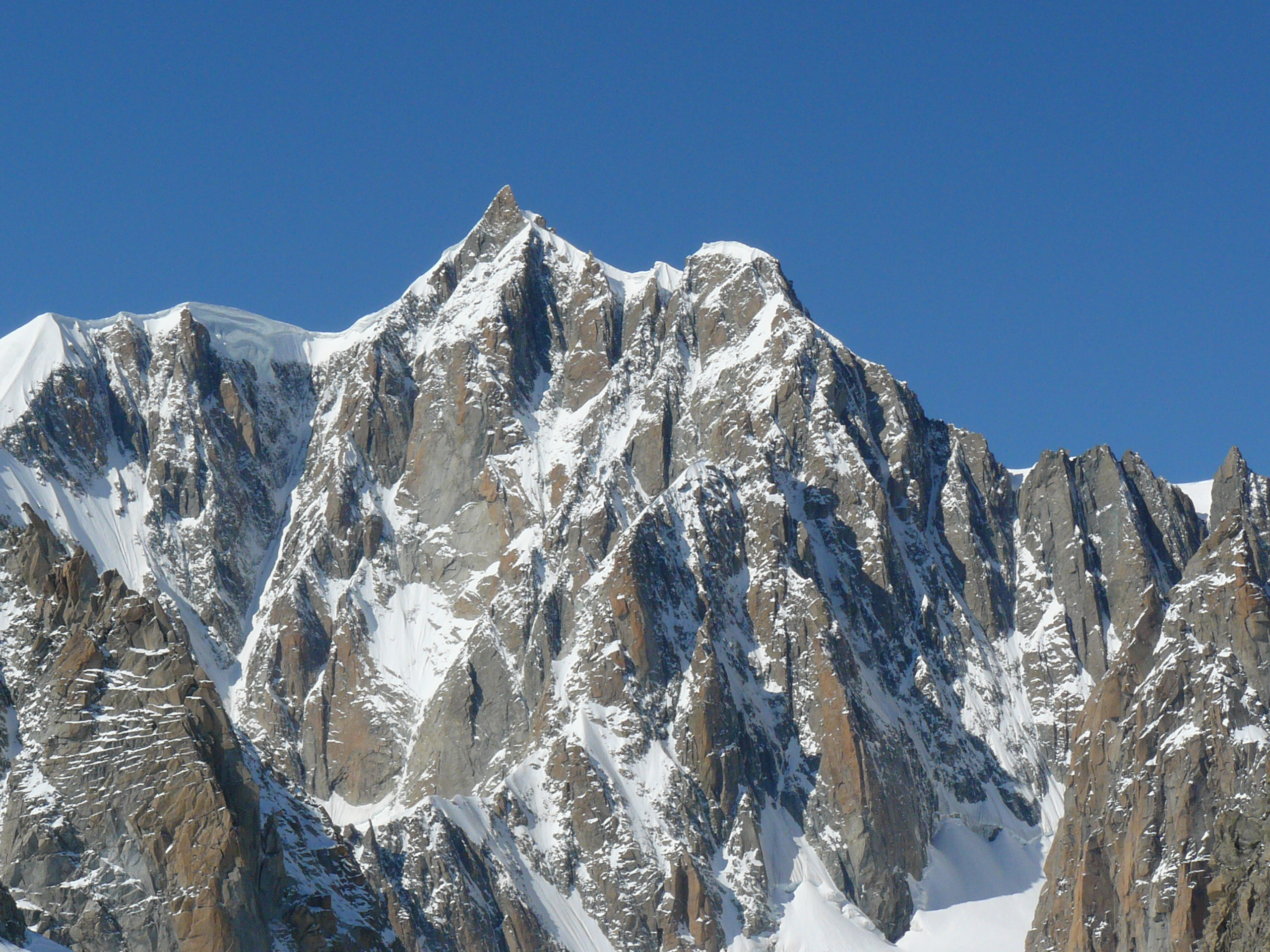
Le mont Maudit, avec à droite le sommet nord-est, et tout à droite au fond le Terzo Pilastro et le gendarme du col Maudit.
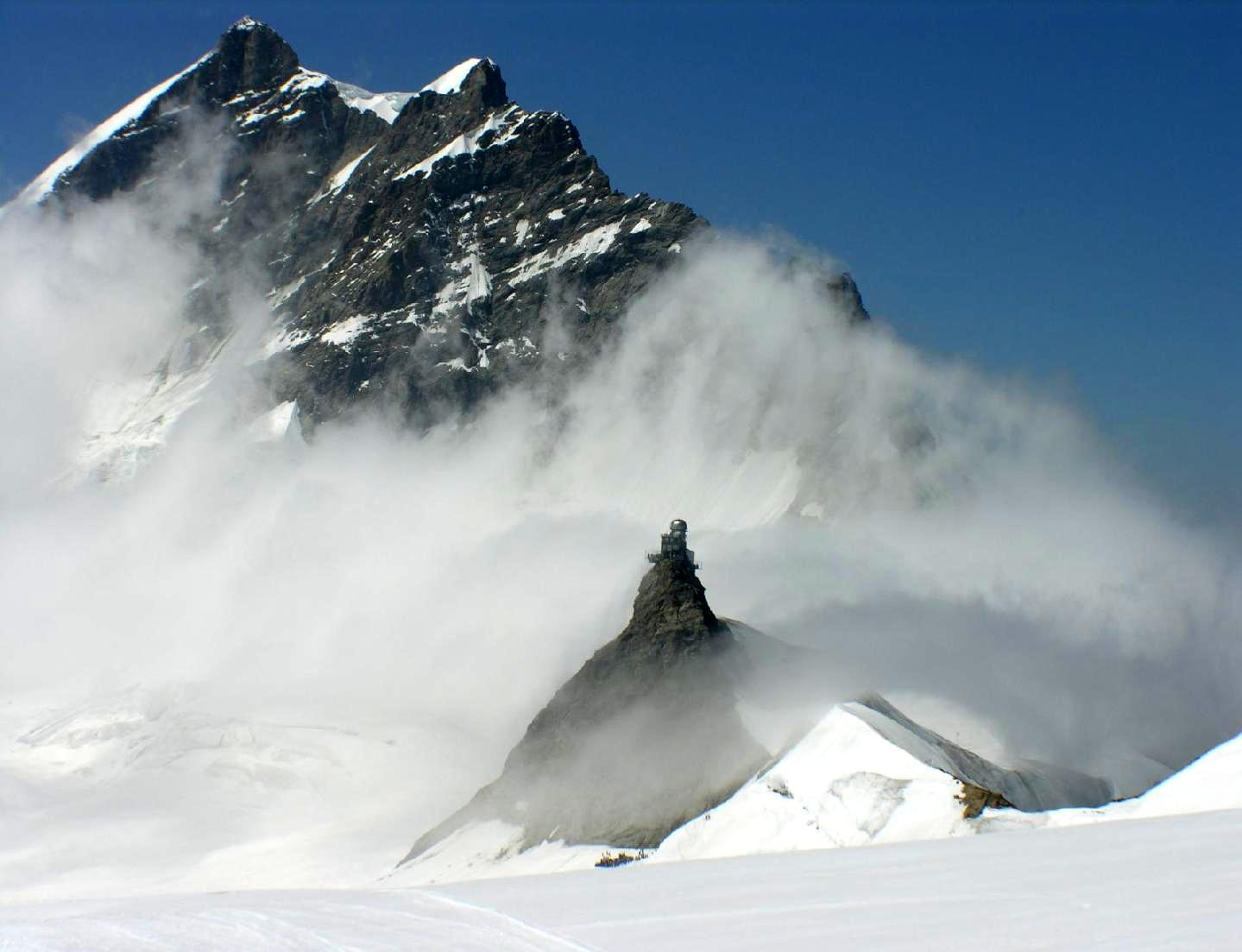
La Jungfrau et son sommet secondaire la Wengen Jungfrau.

N.B. : Les sommets en gras et notés XX sont les 7 qui devraient, selon Richard Goedeke, être considérés comme sommets principaux avec les critères UIAA.
| Sommet principal                       | Sommet secondaire | Altitude                   | Liste UIAA | liste Goedeke |
| -------------------------------------- | --- | -------------------------- | ---------- | ------------- |
| Mont Blanc (4 806 m)                   | Rocher de la Tournette (sur l’arête des Bosses) | 4 677 m                    | X          | [ a ]         |
| Mont Blanc                             | Chandelle du pilier central du Frêney | 4 600 m (env.)             |            | X             |
| Mont Blanc                             | Petite Bosse (sur l’arête des Bosses) | 4 547 m                    | X          | X             |
| Mont Blanc                             | Grande Bosse (sur l’arête des Bosses) | 4 510 m                    | X          | X             |
| Mont Blanc                             | Aiguille de la Belle Étoile (pointe à l'est du col Major) | 4 354 m                    | X          |               |
| Mont Blanc                             | Pic Eccles (sommet secondaire au SE du au début de l'arête de l'Innomée) | 4 041 m                    | X          | XX            |
| Pointe Dufour (4 634 m)                | Pointe Dunant (antécime) | 4 632 m                    | X          | X             |
| Pointe Dufour                          | Grenzgipfel (antécime) | 4 618 m                    | X          | X             |
| Pointe Dufour                          | antécime ouest | 4 600 m (env.)             |            | X             |
| Pointe Dufour                          | Sommet supérieur de l'arête ouest | 4 499 m                    |            | X             |
| Pointe Dufour                          | Sommet inférieur de l'arête ouest | 4 385 m (env.)             |            | X             |
| Pointe Dufour                          | Gendarme supérieur de l'arête sud-ouest | 4 120 m (env.)             |            | X             |
| Pointe Dufour                          | Gendarme inférieur de l'arête sud-ouest | 4 026 m                    |            | X             |
| Nordend (4 609 m)                      | Dôme de l'arête sud | 4 542 m (env.)             |            | X             |
| Zumsteinspitze (4 563 m)               | Pointe de l'arête sud-ouest | 4 463 m                    |            | X             |
| Pointe Gnifetti (4 554 m)              | Gendarme de l'arête est | 4 545 m (env.)             |            | X             |
| Dom des Mischabel (4 545 m)            | Antécime ouest | 4 479 m                    |            | X             |
| Dom des Mischabel                      | Grand Gendarme de l'arête NE | 4 468 m                    | X          | X             |
| Liskamm oriental (4 533 m)             | Épaule est ou Cima Scoperta (it.) | 4 435 m (env.)             |            | X             |
| Liskamm oriental                       | Nez du Liskamm (sommet secondaire au sud) | 4 272 m                    | X          | XX            |
| Liskamm oriental                       | Rocher de la Découverte (en allemand, Entdeckungsfels) (sommet secondaire à l'est)                                                                                                | 4 178 m                    | X          |               |
| Weisshorn (4 506 m)                    | Sommet supérieur de l'arête nord | 4 362 m                    |            | X             |
| Weisshorn                              | Grand gendarme de l'arête N | 4 331 m                    | X          | XX            |
| Weisshorn                              | Pointe inférieure de l'arête nord | 4 203 m                    |            | X             |
| Weisshorn                              | Tête supérieure de l'arête nord | 4 190 m (env.)             |            | X             |
| Weisshorn                              | Tête inférieure de l'arête nord | 4 180 m (env.)             |            | X             |
| Weisshorn                              | Tour de l'arête est | 4 178 m                    |            | X             |
| Weisshorn                              | Tête du Signal de l'arête nord | 4 108,9 m                  |            | X             |
| Weisshorn                              | Tour Lochmatter de l'arête est | 4 050 m (env.)             |            | X             |
| Täschhorn (4 491 m)                    | Sommet de l'arête nord | 4 404 m                    |            | X             |
| Täschhorn                              | Épaule de l'arête sud-est | 4 175 m                    |            | X             |
| Liskamm occidental (4 479 m)           | Antécime est | 4 450 m (env.)             |            | X             |
| Liskamm occidental                     | Antécime ouest | 4 447 m                    |            | X             |
| Liskamm occidental                     | Sattelkuppe (entre les deux sommets du Liskamm) | 4 430 m (env.)             |            | X             |
| Liskamm occidental                     | Sommet de l'arête sud-ouest | 4 201 m                    |            | X             |
| Cervin (4 478 m)                       | Sommet italien ou sommet occidental | 4 476 m                    | X          | X             |
| Cervin                                 | Pic Tyndall (antécime du sur l’arête du Lion (SW)) | 4 241 m                    | X          | X             |
| Cervin                                 | Pic Muzio (antécime en face sud) | 4 187 m                    | X          |               |
| Mont Maudit (4 465 m)                  | Épaule supérieure sud | 4 369 m                    |            | X             |
| Mont Maudit                            | Épaule inférieure sud | 4 361 m                    |            | X             |
| Mont Maudit                            | Épaule ou sommet nord-ouest | 4 345 m                    |            | X             |
| Mont Maudit                            | Sommet nord-est | 4 336 m                    |            | X             |
| Mont Maudit                            | Pointe Mieulet (sommet secondaire au NW) | 4 287 m                    | X          | X             |
| Mont Maudit                            | Pointe de l'Androsace (gendarme sur l’arête Küffner) | 4 107 m                    | X          | X             |
| Mont Maudit                            | Gendarme du versant nord-ouest | 4 087 m                    |            | X             |
| Mont Maudit                            | Terzo pilastro du col Maudit (sommet de trois piliers dominant le cirque Maudit, au sud du col Maudit)                                                                            | 4 064 m                    | X          |               |
| Mont Maudit                            | Gendarme du col Maudit (pointe à l'est du col Maudit, dominant le cirque Maudit)                                                                                                  | 4 032 m                    | X          |               |
| Dent Blanche (4 358 m)                 | Grand Gendarme de l'arête S | 4 098 m                    | X          | X             |
| Nadelhorn (4 327 m)                    | Antécime nord-ouest | 4 290 m (env.)             |            | X             |
| Nadelhorn                              | Gendarme double supérieur de l'arête sud | 4 280 m (env.)             |            | X             |
| Nadelhorn                              | Gendarme double inférieur de l'arête sud | 4 280 m (env.)             |            | X             |
| Nadelhorn                              | Pointe inférieure de l'arête sud | 4 235 m (env.)             |            | X             |
| Tête Noire (4 322 m)                   | Balmenhorn (sommet secondaire) | 4 167 m                    | X          | X             |
| Grand Combin de Grafeneire (4 314 m)   | Aiguille du Croissant (antécime) | 4 243 m                    | X          | X             |
| Dôme du Goûter (4 304 m)               | Pointe Bayeux (antécime au nord) | 4 258 m                    | X          |               |
| Dôme du Goûter                         | Pointe Bravais (antécime au NNE) | 4 057 m                    | X          |               |
| Lenzspitze (4 294 m)                   | Grand gendarme de l'arête nord | 4 240 m (env.)             |            | X             |
| Lenzspitze                             | Gendarme de l'arête sud | 4 200 m (env.)             |            | X             |
| Lenzspitze                             | Grand Gendarme de l'arête E | 4 091 m                    | X          | X             |
| Finsteraarhorn (4 274 m)               | Antécime sud-est | 4 167 m                    |            | X             |
| Finsteraarhorn                         | Hugisattel (Pointe de l'arête nord-ouest) | 4 088 m                    |            | X             |
| Mont Blanc du Tacul (4 248 m)          | Pointe E | 4 247 m                    | X          | X             |
| Mont Blanc du Tacul                    | Tour Rouge (sommet du Pilier Gervasutti, en versant est) | 4 100 m (env.)             |            | X             |
| Mont Blanc du Tacul                    | Pilier du Diable, en face des aiguilles du Diable, de l'autre côté du couloir du Diable                                                                                           | 4 067 m                    | X          | XX            |
| Mont Blanc du Tacul                    | Pointe 4 027 du versant est | 4 027 m (env.)             |            | X             |
| Castor (4 223 m)                       | Sommet nord | 4 205 m                    |            | X             |
| Castor                                 | Antécime sud-est | 4 185 m (env.)             |            | X             |
| Castor                                 | Felikjoch-Kuppe (bosse du col Felik) | 4 174 m                    |            | X             |
| Castor                                 | Felikhorn ou Punta Felik (sommet secondaire au SE) | 4 093 m (CH) - 4 088 m (I) | X          | X             |
| Zinalrothorn (4 222 m)                 | Kanzel (antécime de l'arête sud-ouest) | 4 210 m (env.)             |            | X             |
| Zinalrothorn                           | Bosse de l'arête nord | 4 150 m (env.)             |            | X             |
| Zinalrothorn                           | Gabel (gendarme de l'arête sud-ouest) | 4 100 m (env.)             |            | X             |
| Zinalrothorn                           | Sphinx (gendarme de l'arête nord) | 4 100 m (env.)             |            | X             |
| Zinalrothorn                           | Épaule de l'arête N | 4 017 m                    | X          | X             |
| Alphubel (4 206 m)                     | Sommet N | 4 188 m                    |            | X             |
| Alphubel                               | Sommet S | 4 166 m                    | X          |               |
| Alphubel                               | Sommet NE | 4 128 m                    | X          | [ d ]         |
| Alphubel                               | Sommet N | 4 116 m                    | X          |               |
| Rimpfischhorn (4 199 m)                | Antécime sud | 4 180 m (env.)             |            | X             |
| Rimpfischhorn                          | Cinquième pointe de l'arête nord (ou antécime nord) | 4 175 m (env.)             |            | X             |
| Rimpfischhorn                          | Quatrième pointe de l'arête nord | 4 160 m (env.)             |            | X             |
| Rimpfischhorn                          | Épaule sud | 4 150 m (env.)             |            | X             |
| Rimpfischhorn                          | Troisième pointe de l'arête nord | 4 140 m (env.)             |            | X             |
| Rimpfischhorn                          | Deuxième pointe de l'arête nord | 4 130 m (env.)             |            | X             |
| Rimpfischhorn                          | Première pointe de l'arête nord | 4 120 m (env.)             |            | X             |
| Rimpfischhorn                          | Grand Gendarme de l'arête N | 4 108 m                    | X          | XX            |
| Aletschhorn (4 194 m)                  | Pointe de l'arête nord-est | 4 086 m                    |            | X             |
| Aletschhorn                            | Pointe de l'arête ouest-nord-ouest | 4 071 m                    |            | X             |
| Dent d'Hérens (4 173 m)                | La Corne (antécime sur l'arête est) | 4 148 m                    | X          | X             |
| Dent d'Hérens                          | Gendarme crochu de l'arête est | 4 075 m                    | X          | X             |
| Jungfrau (4 158 m)                     | Wengen Jungfrau (sommet secondaire sur l'arête SE) | 4 089 m                    | X          | X             |
| Bishorn (4 151 m)                      | Pointe Burnaby (sommet secondaire au NE) | 4 135 m                    | X          | X             |
| Combin de la Tsessette (4 135 m)       | Sommet ouest | 4 121 m                    |            | X             |
| Combin de la Tsessette                 | Gendarme SE | 4 088 m                    | X          |               |
| Aiguille Verte) (4 122 m)              | Pointe Croux (antécime W) | 4 023 m                    | X          | X             |
| Aiguille Blanche de Peuterey (4 108 m) | Sommet SE (pointe Seymour King) | 4 107 m                    | X          | XX            |
| Aiguille Blanche de Peuterey           | Sommet NW (pointe Jones) | 4 104 m                    | X          | X             |
| Grande Rocheuse (4 102 m)              | Pointe 4 015 (près du col Armand Charlet) | 4 015 m                    |            | X             |
| Barre des Écrins (4 101 m)             | Pic Lory (antécime) | 4 087 m                    | X          | X             |
| Schreckhorn (4 078 m)                  | Antécime est | 4 060 m                    |            | X             |
| Mont Brouillard (4 068 m)              | Tête de l'arête sud-ouest | 4 005 m (env.)             |            | X             |
| Grand Paradis (4 061 m)                | Pointe de la Madonne | 4 058 m                    |            | X             |
| Grand Paradis                          | Il Roc (antécime) | 4 026 m                    | X          | X             |
| Grand Paradis                          | Sommet central | 4 015 m                    |            | X             |
| Aiguille de Bionnassay (4 052 m)       | Piton des Italiens (sommet secondaire entre l'aiguille de Bionnassay et le dôme du Goûter, que rejoint la route des aiguilles Grises, voie normale du mont Blanc depuis l'Italie) | 4 002 m                    | X          |               |
| Piz Bernina (4 048 m)                  | Punta Perrucchetti ou La Spedla (antécime sud, sur la frontière Italie-Suisse) | 4 021 m                    | X          | X             |
| Lauteraarhorn (4 042 m)                | Gendarme de l'arête nord-ouest | 4 015 m                    |            | XX            |
| Lauteraarhorn                          | Gendarme de l'arête nord-ouest | 4 011 m                    |            | X             |
| Aiguille du Jardin (4 035 m)           | Pointe Eveline | 4 026 m                    | X          | X             |
| Dent du Géant (4 013 m)                | Pointe Sella | 4 009 m                    | X          |               |

En 2003, Patrick Gabarrou, Philippe Batoux et Benoît Robert nomment « pointe Magali » un gendarme entre les pointes Croz et Hélène, sur lequel débouche la voie qu'ils viennent d'ouvrir en face nord.